# Стиль Людовика XIV
Стиль Людовика XIV, или Большой стиль (фр. Grand Manière, Le style Louis Quatorze) — художественный стиль одного из самых ярких периодов в истории Франции. Сформировался в «золотой век» французского искусства второй половины XVII столетия. Связан с идеологией и эстетикой французского абсолютизма периода правления короля Людовика XIV (1643—1715). Его главной особенностью было необычное соединение элементов классицизма и барокко. Идеи и художественные формы классицизма позволяли возвеличивать короля, сравнивая его деяния с великими творениями императоров Рима, а барокко — придавать этим формам особую пышность, экспрессию и величие. Отсюда эпитет «Le Grand» в значении «величественный, значительный».
Второй особенностью «большого стиля» стало соединение идей классицизма и академизма. Именно в это время в Париже были созданы стараниями кардинала Мазарини Королевская Академия живописи (1648), её возглавил первый портретист короля Шарль Лебрен, и Королевская академия скульптуры «l’Académie de peinture et de sculpture», к которой Ж.- Б. Кольбер в 1671 году присоединил Королевскую академию архитектуры «l’Académie d’architecture». Её возглавил выдающийся французский архитектор, теоретик и педагог Франсуа Блондель Старший. Отдельно существовала Королевская академия надписей, созданная для прославления деяний короля Людовика.
В 1666 году указом Людовика XIV была создана Французская академия в Риме для продолжения обучения и совершенствования в искусстве французских художников, выигравших престижную Римскую премию (фр. Prix de Rome). Крупнейшими архитекторами периода Большого стиля были Луи Лево, Франсуа Мансар, Жюль Ардуэн-Мансар, Пьер Ле Мюэ, Клод Перро и Робер де Кот.

## Идеологические основы, эстетика и основные этапы развития стиля
В 1655 году молодой король, посетивший заседание парламента, обратившись к депутатам, которые не обращали на него внимания, произнёс сакраментальную фразу: «L’Etat, c’est moi!» (фр. «Государство, это я!»), в смысле: это Я, ваш король, пришёл в парламент. Позднее историографы изменили смысл фразы, поставив вместо запятой тире. Ещё позднее изобрели эпитет «Le Roi Soleil» — «Король-Солнце» (которое всегда светит над Францией). В эпоху становления государственности только единение вокруг королевского трона всех общественных сил, всех сословий, католической церкви, а также передовых умов того времени — политиков, философов, литераторов, художников — могло обеспечить благополучие и процветание страны.
В стиле Людовика XIV были заложены основы интернациональной придворной и частной куртуазной культуры и, одновременно, этот стиль воплощал апогей академического классицизма, оказавшего значительное воздействие на формирование и развитие классицистических стилей в других странах Европы. «Мания большого стиля», преодолевая дипломатические и материальные барьеры, распространялась по Европе. До этого времени в качестве эстетической категории использовали итальянское слово «maniera», введённое ещё Дж. Вазари, с XVII века стали использовать французское «Le style», окончательный статус которому придал полвека спустя И. И. Винкельман.
«Большой стиль стоил больших денег» (Катрмер-де-Кенси). Возвеличивание короля, которого сравнивали с Александром Македонским и Юлием Цезарем, и соответственно изображали, предполагало возведения грандиозных архитектурных ансамблей. Поэтому главными видами искусства стали архитектура, монументально-декоративное искусство и живопись в жанре парадного портрета. В эпоху Короля-Солнца складывалась академическая теория «высоких жанров» в искусстве. Были введены должности «первого архитектора короля» и «первого живописца короля». Все строительные и художественные работы находились в ведомстве Двора.
Вторая половина XVII века в странах Западной Европы — это время формирования эстетической теории классицизма. Так выдающийся теоретик и архитектор Франсуа Блондель в «Курсе архитектуры» (1675) доказывал, что основы классицистического стиля лежат не в подражании Риму, а в рациональном мышлении и точном расчёте пропорций. С ним полемизировал создатель «Колоннады Лувра» К. Перро. В 1691 году ещё один «Курс архитектуры» составил О.-Ш. де Авиле. Дискуссии о природе классицизма вылились в знаменитый «Спор о древних и новых», охвативший целое столетие. Сторонникам античности как непреходящего и недостижимого образца («древним») противостояли критики античности и сторонники теории прогресса в литературе и искусстве («новые»).
Стиль Людовика XIV условно подразделяют на три периода. В первый период, совпадавший с детством короля (1643—1660) и регентством Анны Австрийской, в архитектуре, оформлении интерьера и декоративно-прикладном искусстве доминировал художественный стиль предыдущей эпохи Людовика XIII с заимствованиями из искусства итальянского барокко и «второй школы» Фонтенбло. Во второй период (1660—1690), когда король вступил в личное правление, стиль в архитектуре и в других видах искусства постепенно приобретал новые черты. В третий период (1690—1715) «большой стиль» претерпел существенные изменения, благодаря творчеству архитектора Ж. Ардуэн-Мансара и королевского декоратора Жана Берена. Стиль стал более лёгким, фантазийным и затейливым, благодаря использованию арабесок и орнамента гротеска, что позднее вылилось в создание французского стиля Регентства и стиля Людовика XV (рококо).
«Большой стиль» оказал заметное влияние на формирование других историко-региональных стилевых течений от «фридерицианского рококо» при дворе прусского короля Фридриха II до «петровского барокко» времени правления российского императора Петра I.

## Архитектура

### Первая половина XVII века: предпосылки появления стиля

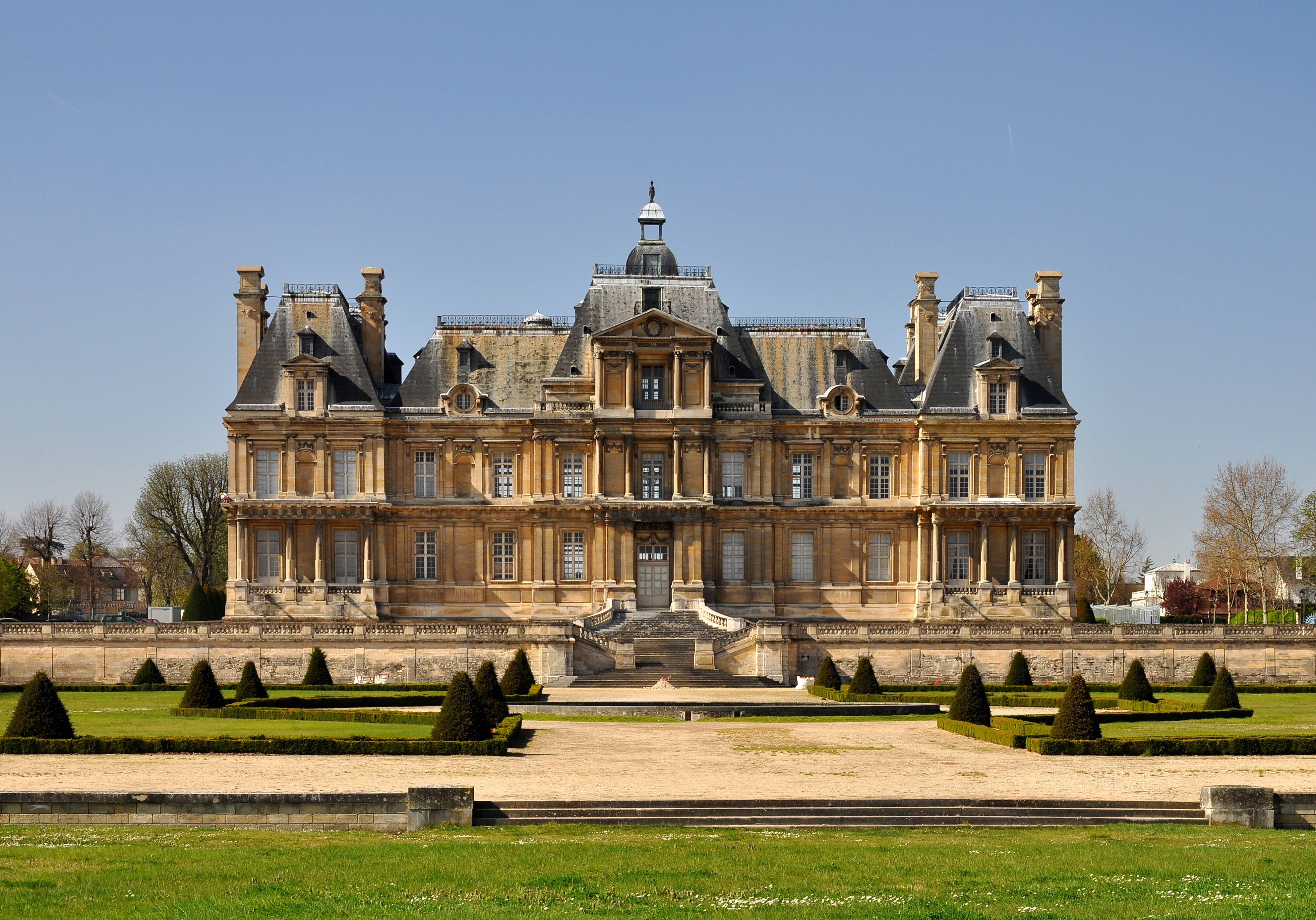
Дворец Мезон-Лаффит. 1642—1650. Архитектор Франсуа Мансар

Принципы классицизма во французской архитектуре начали складываться и постепенно укореняться в первой половине и середине XVII столетия. Их основа была заложена архитекторами французского Ренессанса. Вместе с тем, в тот же период ещё сохранялись традиции, восходившие к средневековью, при этом они были столь сильны, что даже классицистические ордеры в постройках первой половины века имели своеобразное истолкование: композиции ордера подчинялись принципам готического построения стен и приобретали несвойственную ордерным системам вертикальную устремлённость. Среди иных унаследованных из прошлого традиций, выделялось расчленение зданий на башнеобразные объёмы, венчаемые устремлёнными ввысь пирамидальными кровлями. Заметное влияние на ранний классицизм оказали приёмы и мотивы итальянского барокко, применявшиеся главным образом в оформлении интерьеров.
Одним из примеров раннего французского классицизма стал Люксембургский дворец в Париже (1615—1621), построенный Саломоном Дебросом. Облик дворца, сохранявший в деталях сходство с замками предшествовавшего столетия, благодаря ясному композиционному построению и применению чёткого ритмического строя двухъярусных ордеров, расчленявших фасады, отличался монументальностью и представительностью. К первой половине XVII века относились и ранние примеры ансамблевой застройки во французской архитектуре. Архитектор Жак Лемерсье стал создателем первого французского классицистического ансамбля — комплекса дворца, парка и города Ришельё (начат в 1627 году).
Наряду с Лемерсье крупнейшим зодчим первой половины столетия был Франсуа Мансар. К числу его крупнейших работ относят загородный дворец Мезон-Лаффит (1642—1650), построенный недалеко от Парижа. В отказе от традиционной планировочной схемы и строгой упорядоченности интерьера постройки уже чётко проявились черты классицизма. Применённая Мансаром система членения этажей дорическим и ионическим ордерами представляла собой попытку архитектора привести к единому стилевому решению новые классицистические и старые архитектурные формы.
Таким образом, в первой половине XVII века начался процесс вызревания нового стиля и подготавливались условия для расцвета французской архитектуры второй половины столетия.

### Вторая половина XVII века: расцвет французской архитектуры

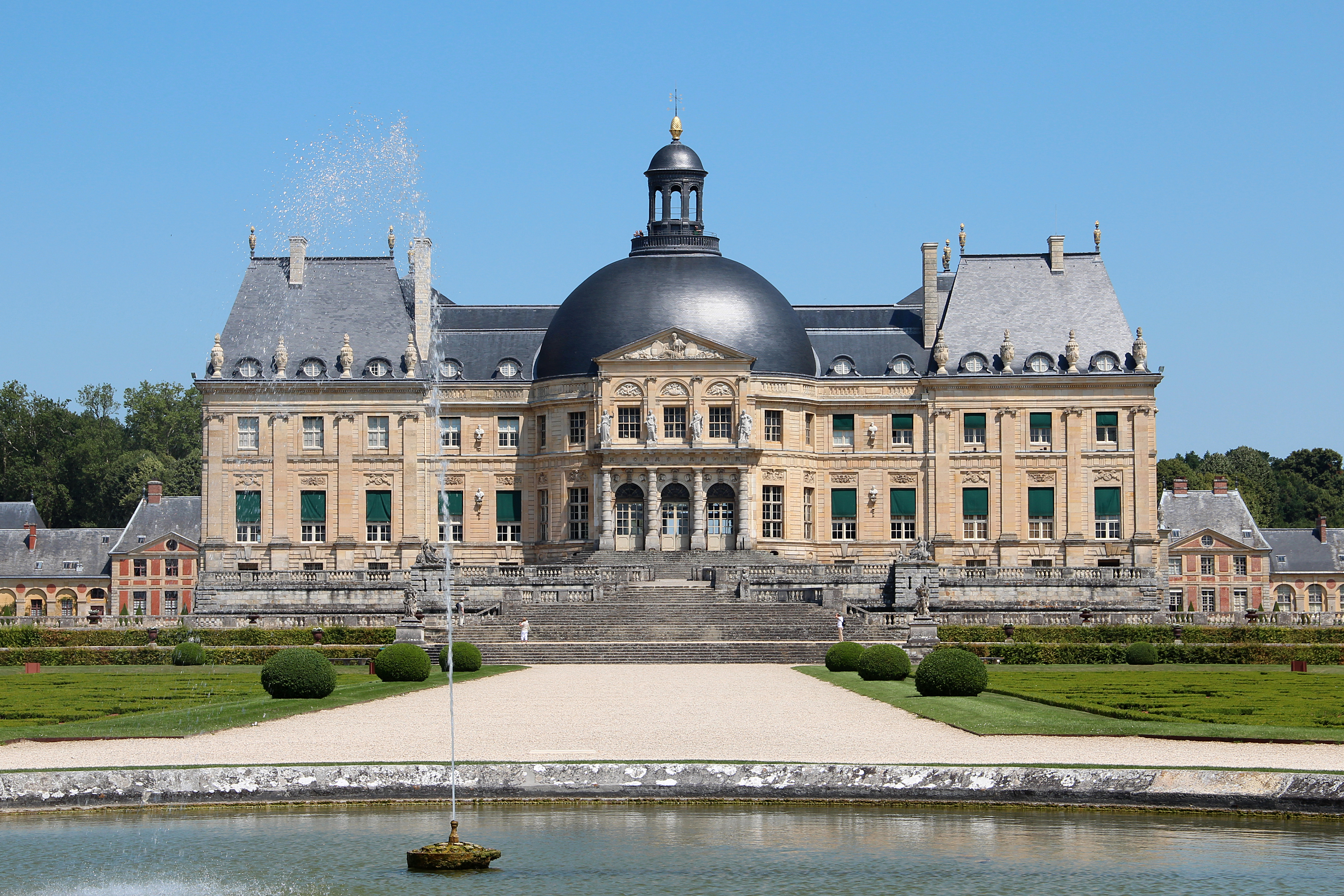
Дворец Во-ле-Виконт. 1656—1661. Архитектор Л. Лево

Первым сооружением, в котором ясно ощущалось преобладание художественных принципов классицизма над старыми традициями, стал дворец Во-ле-Виконт (1656—1661), построенный для суперинтенданта финансов Николя Фуке по проекту архитектора Луи Лево, ландшафтного архитектора Андре Ленотра и по проекту оформления интерьера «первого живописца короля» Шарля Лебрена.
Движимый завистью молодой король Людовик XIV, ещё не имевший парадной резиденции, обвинил Фуке в казнокрадстве и заточил его в тюрьму. Король конфисковал Во-ле-Виконт; команда Лево, Ленотра и Лебрена перешла на постройку королевского дворца в Версале. На архитектурное решение Во-ле-Виконт оказал влияние классицистический стиль, созданный в предыдущую эпоху архитектором Франсуа Мансаром Старшим: высокие кровли, фасад, украшенный классическими пилястрами большого ордера. Купол, заимствованный из итальянской барочной архитектуры, соседствовал с оригинальным композиционным решением — большой овальный в плане зал, симметричные боковые корпуса, французские окна, открывающие вид на обширный регулярный парк, систему наружных лестниц и окружающие дворец каналы .

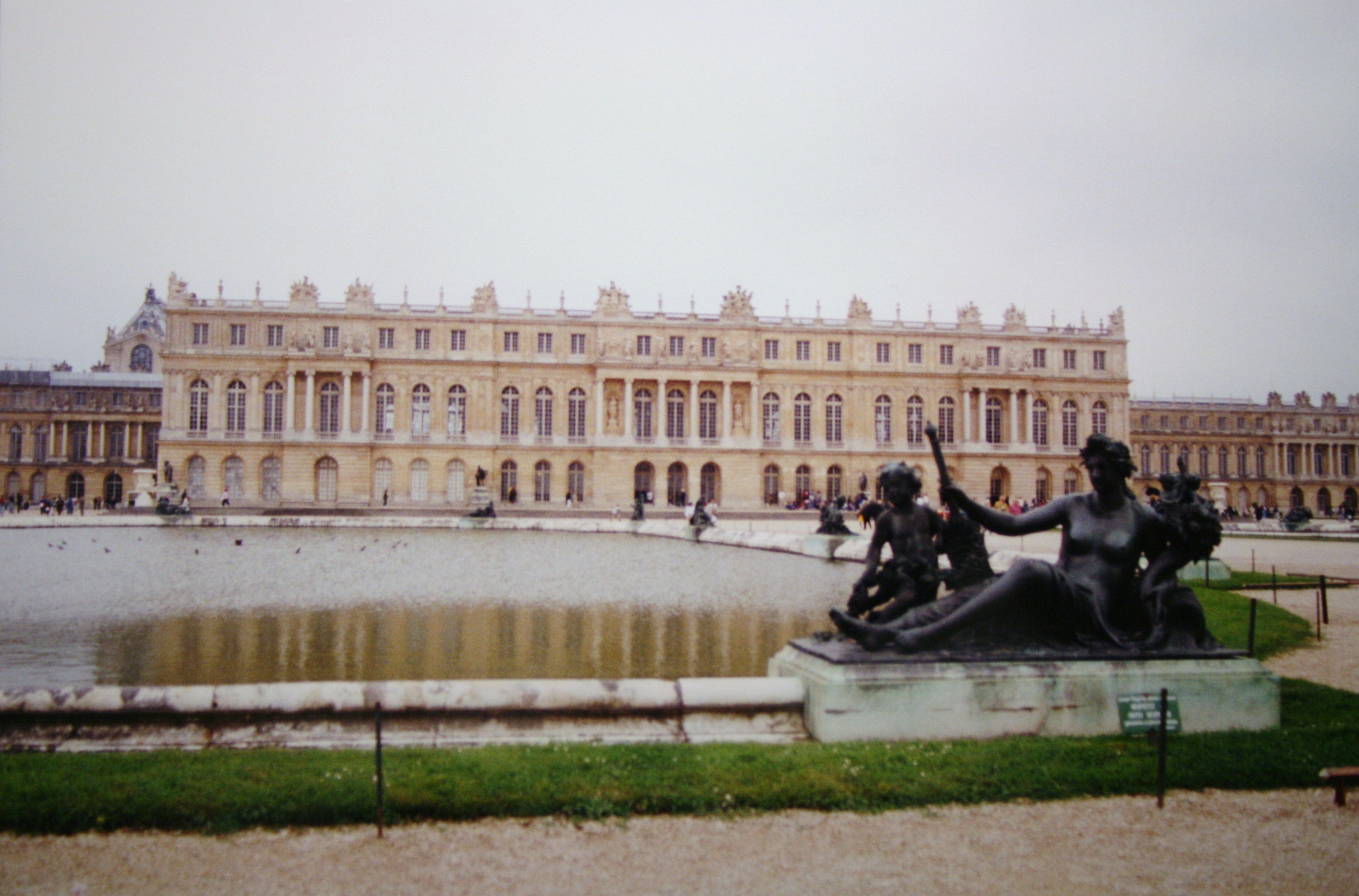
Большой дворец в Версале. 1678—1687. Архитектор Ж. Ардуэн-Мансар

Впечатлённый усадьбой Во-ле-Виконт, Людовик XIV поручил Луи Лево спроектировать новый огромный дворец в Версале, который должен был заменить небольшой дворец, перестроенный из охотничьего домика Людовика XIII. С течением времени это здание стало главным образцом большого стиля Людовика XIV. После смерти Лево в 1670 году строительство продолжил Жюль Ардуэн-Мансар. В 1678—1687 годах он пристроил два протяжённых симметричных корпуса (северное и южное крыло) к фасаду дворца со стороны парка, после чего общая длина фасада составила 670 метров. Фасады наглядно демонстрируют принципы «большого стиля», соединяющего элементы классицизма и барокко. Они расчленены по горизонтали карнизами на три этажа — горизонтали рифмуются с просторами партерного парка. Нижний этаж подчёркнут лёгким «французским» рустом (без вертикальных швов); второй — огромными «французскими» окнами, пилястрами и сдвоенными колонными выступающих ризалитов, что привносит в композицию барочную напряжённость. Балюстрада на кровле с чередующимися арматурами (военными трофеями) и вазонами с устремлёнными в небо каменными языками пламени, создаёт барочное ощущение зыбкости, динамичности. Триадность (центральный корпус и два боковых, три этажа и три ризалита на каждом), напротив, подчёркивают классицистическую основу.
Интерьер второго этажа вдоль всего фасада центрального корпуса со стороны парка занимает Большая, или Зеркальная галерея (Galerie des Glaces), протянувшаяся на 73 м — выдающееся творение Ардуэн-Мансара. Росписи сводов, лепной декор и идея оформления противоположной от окон стены зеркалами принадлежат первому живописцу короля Шарлю Лебрену. Вместе с фланкирующими залами Войны и Мира (оформление последнего будет завершено только при Людовике XV) галерея соединила Большие апартаменты (фр. Grand appartements) короля с покоями королевы, став апофеозом «большого стиля» Людовика XIV. При оформлении пространства Зеркальной галереи Ардуэн-Мансар отталкивался от созданной им ранее галереи замка Кланьи и Галереи Аполлона, созданной Луи Лево и Шарлем Лебреном в Лувре.
Ранее в галерее находилась мебель из литого серебра, позднее она была утрачена. Но и в наше время интерьер галереи впечатляет роскошью отделки. Кроме неё заслуживают упоминания также «Галерея битв» и Королевская капелла.

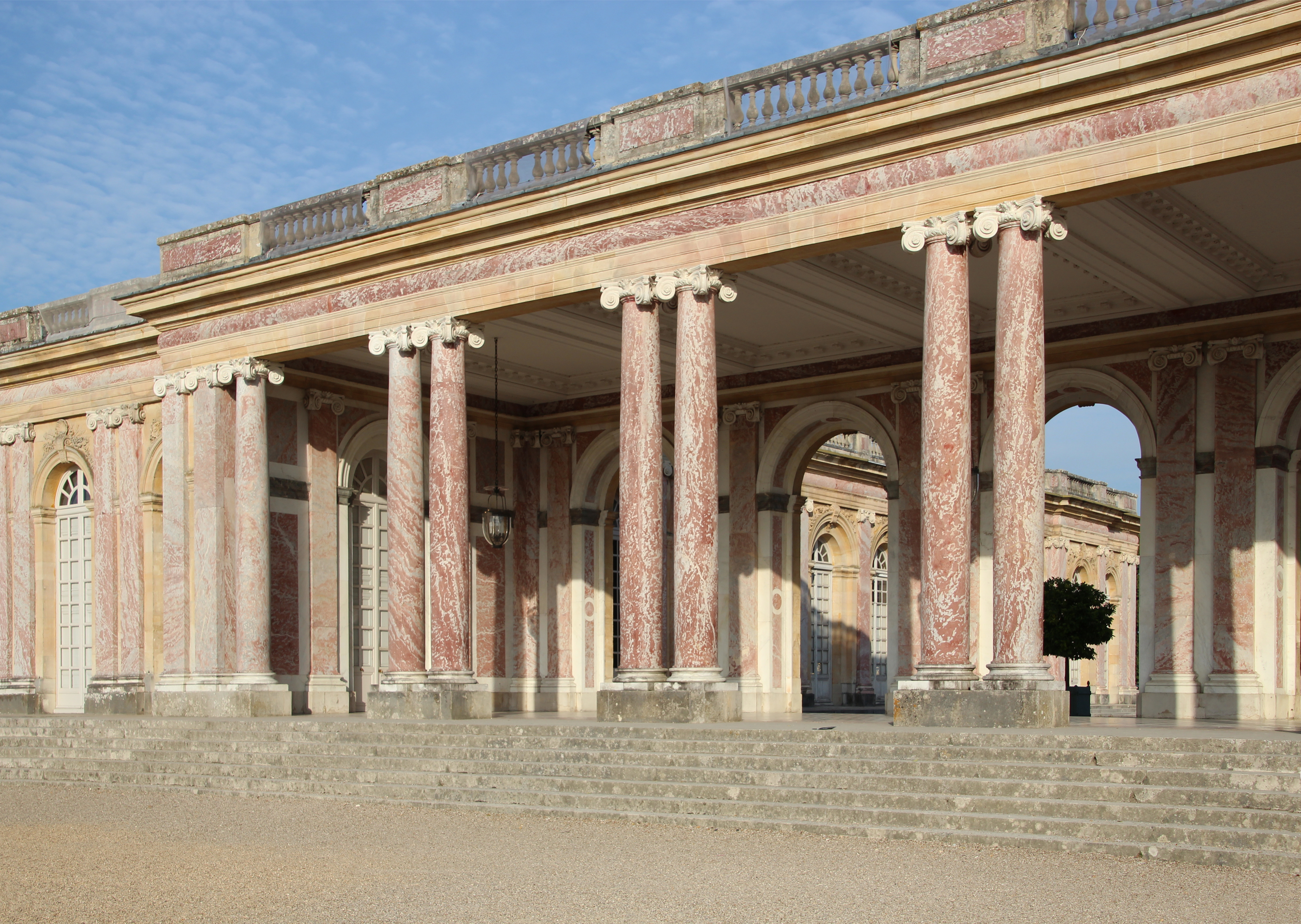
Большой Трианон.1680-1687. Архитектор Ж. Ардуэн-Мансар

Ардуэн-Мансар развивал свои идеи и в сооружениях Версальского парка, в том числе при проектировании и строительстве Большого Трианона (1680—1687; ранее «Мраморный Трианон») на месте старого «фарфорового трианона» постройки Л. Лево (Трианоном называлась ранее расположенная на этом месте деревня). Новый павильон построен в виде перистиля со сдвоенными колоннами розового мрамора ионического ордера. Мраморный пол выложен в косую клетку, стены и пилястры также облицованы розовым мрамором.
Во второй половине 1660-х годов король Людовик XIV решил перестроить восточную часть Луврского дворца. С января 1664 года «сюринтендантом Королевских построек» (surintendant Bâtiments du Roi) был всесильный министр финансов Ж.-Б. Кольбер. По его решению в комиссию по проектированию восточного фасада Лувра вошли архитекторы Луи Лево, Шарля Лебрен и Франсуа Д’Орбе и Клод Перро. Перро взял на себя в этом проекте инженерно-технические проблемы, но они в то время были главными и поэтому впоследствии восточный фасад, замкнувший «Квадратный двор» Лувра, получил его имя: «Колоннада Клода Перро».
В апреле 1665 года в Париж прибыл гений архитектуры итальянского барокко Дж. Л. Бернини. Он привёз свой проект, но он был отвергнут (король приглашал к участию в конкурсе также К. Райнальди и Пьетро да Кортона). Согласно одной из версий, французам ближе оказался классицизм, чем пышное и помпезное итальянское барокко. По другой версии, Ж.-Б. Кольбер, руководивший конкурсом, настоял на более дешёвом классицистическом проекте, чем барочный вариант Бернини (а разницу в средствах решил присвоить).

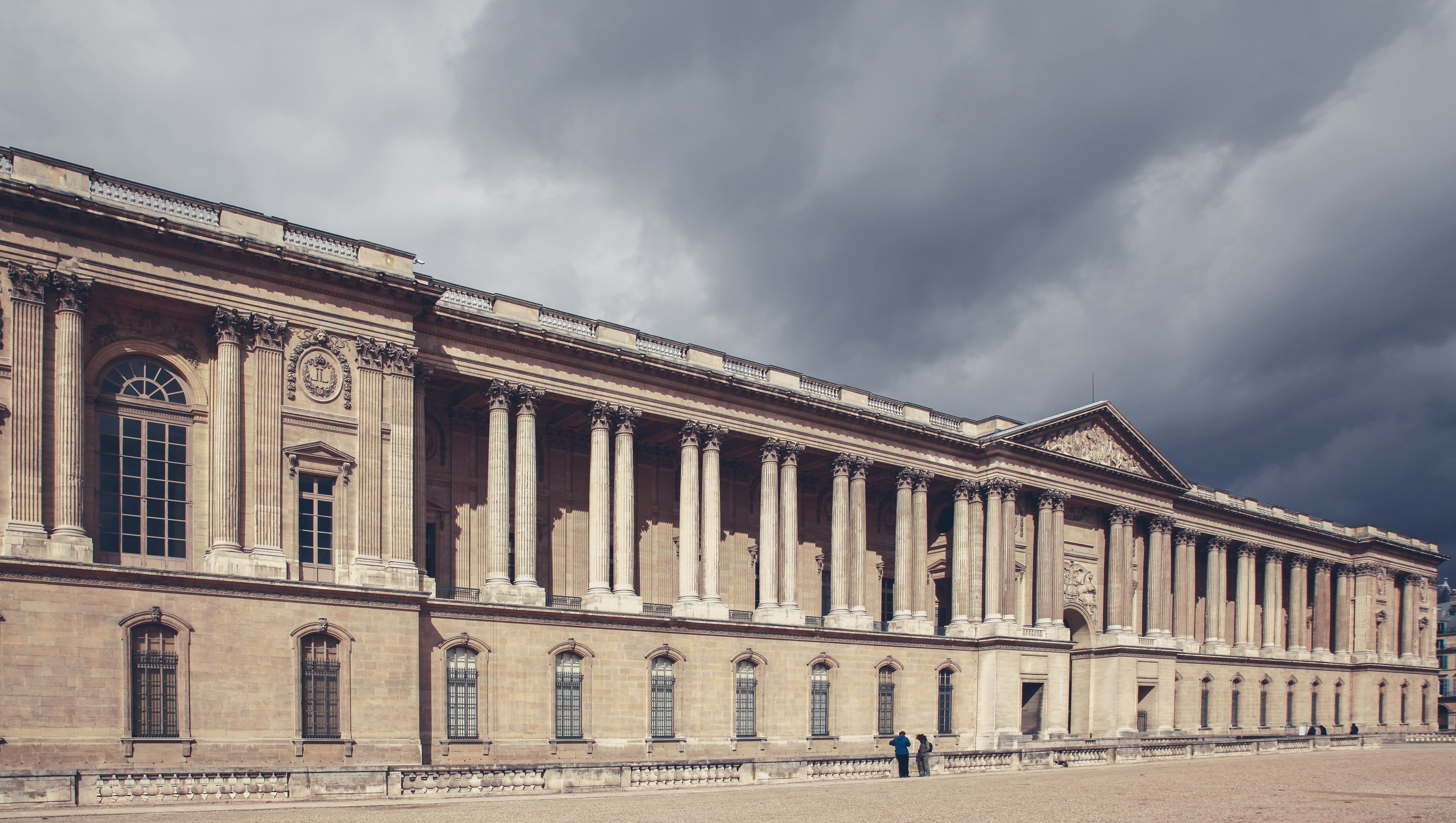
Восточный фасад Луврского дворца. 1667—1678. Архитектор К. Перро

Восточный фасад Лувра — шедевр французской архитектуры XVII века. Перро изобрёл особую технику кладки тёсаных камней без раствора, которая создаёт впечатление исключительно гладкой плоскости стены. Барочность в этой композиции присутствует лишь в малой степени. Отчасти это связано с намеренным противопоставлением новой французской «модели» устаревшей итальянской. В проекте Лево, Д’Орбе и Перро барочность присутствует в небольшой степени. Мощная колоннада «большого ордера» (в высоту двух этажей) из сдвоенных каннелированных колонн коринфского ордера установлена на первом, цокольном этаже гладкой кладки из светлого, почти белого арденнского известняка с удлинёнными «французскими окнами». Колоннада второго и третьего этажей образует типично итальянскую лоджию. Весь фасад значительной протяжённости (173 м) благодаря точно найденным пропорциям и ритму сдвоенных колонн, умело «разбитому» тремя ризалитами: центральным (с треугольным фронтоном) и двум боковым, оформленным полуколоннами и пилястрами, создаёт впечатление истинного величия. Центральная проездная арка фасада открывает перспективу двух внутренних дворов дворца, как бы нанизанных на одну ось.
В ранний период правления Людовика XIV была заложена церковь при госпитале Валь-де-Грас — церковь Валь-де-Грас (1645—1710). Проект храма начали разрабатывать Ардуэн-Мансар, Жак Лемерсье и Пьер Ле Мюэ, а завершил — Габриэль Ледюк. Это самое барочное церковное сооружение Франции, хотя и весьма далёкое от стиля итальянского барокко. В основу композиции положен план в виде латинского креста. Фасад следует, согласно решениям Тридентского собора, концепции римских барочных церквей ордена иезуитов, или стиля трентино, но огромный барабан над средокрестием с непропорционально великим куполом, несколько напоминающий купол Коллежа Четырёх Наций Л. Лево (1668), придаёт архитектуре храма своеобразие. Необычен и двухъярусный фасад церкви с сильно выступающим портиком со сдвоенными колоннами коринфского ордера. Раскрепованный антаблемент, две большие волюты по сторонам и разорванный фронтон верхнего яруса усиливают общую барочность фасада церкви.
Композиция «римского» фасада церкви Валь-де-Грас аналогична тем, что создавал Ж. Лемерсье в церкви Сорбонны (1635—1642), Л. Лево в здании Коллежа Четырёх наций (1661—1665) и Ж. Ардуэн-Мансар в соборе Дома инвалидов (1693—1706) .
В композиции церкви Дома инвалидов в Париже (1693—1706) архитектор Ж. Ардуэн-Мансар впервые продемонстрировал так называемую «французскую схему»: крестовый план, идеальная симметрия, колонные портики, барабан в окружении парных колонн с золочёным «римским куполом» с декором из военных трофеев, фонариком-лантерной и шпилем на одной вертикальной оси. Такая схема соединяет многие элементы и не имеет прямых прототипов в истории архитектуры. Портики и купол напоминают о Греции и Италии, но шпиль и фонарь соотносят композицию с традициями зодчества стран Северной Европы. Высота собора — 107 метров. Сверкающие на солнце вызолоченные трофеи купола и шпиль церкви Дома Инвалидов являются одним из высотных ориентиров панорамы Парижа. Андре Моруа писал, что, по его мнению, Дом инвалидов представляет собой «самую сущность французского искусства»: «Его длинный фасад так же великолепен, как колоннада Лувра. Таинственно отступающий вглубь купол, соединение в нём зеленоватой бронзы и золота, очарование украшающих его трофеев — всё это объединяется, чтобы придать зданию и своеобразие, и классическое совершенство».
Со временем «французская схема» Ардуэн-Мансара стала образцовой для архитектуры неоклассицизма «севернее Альп». Её в общих чертах повторил Ж.-Ж. Суфло в церкви Св. Женевьевы (Пантеоне) (1758—1789) и отчасти развил Кристофер Рен в соборе Святого Павла в Лондоне (1675—1708).

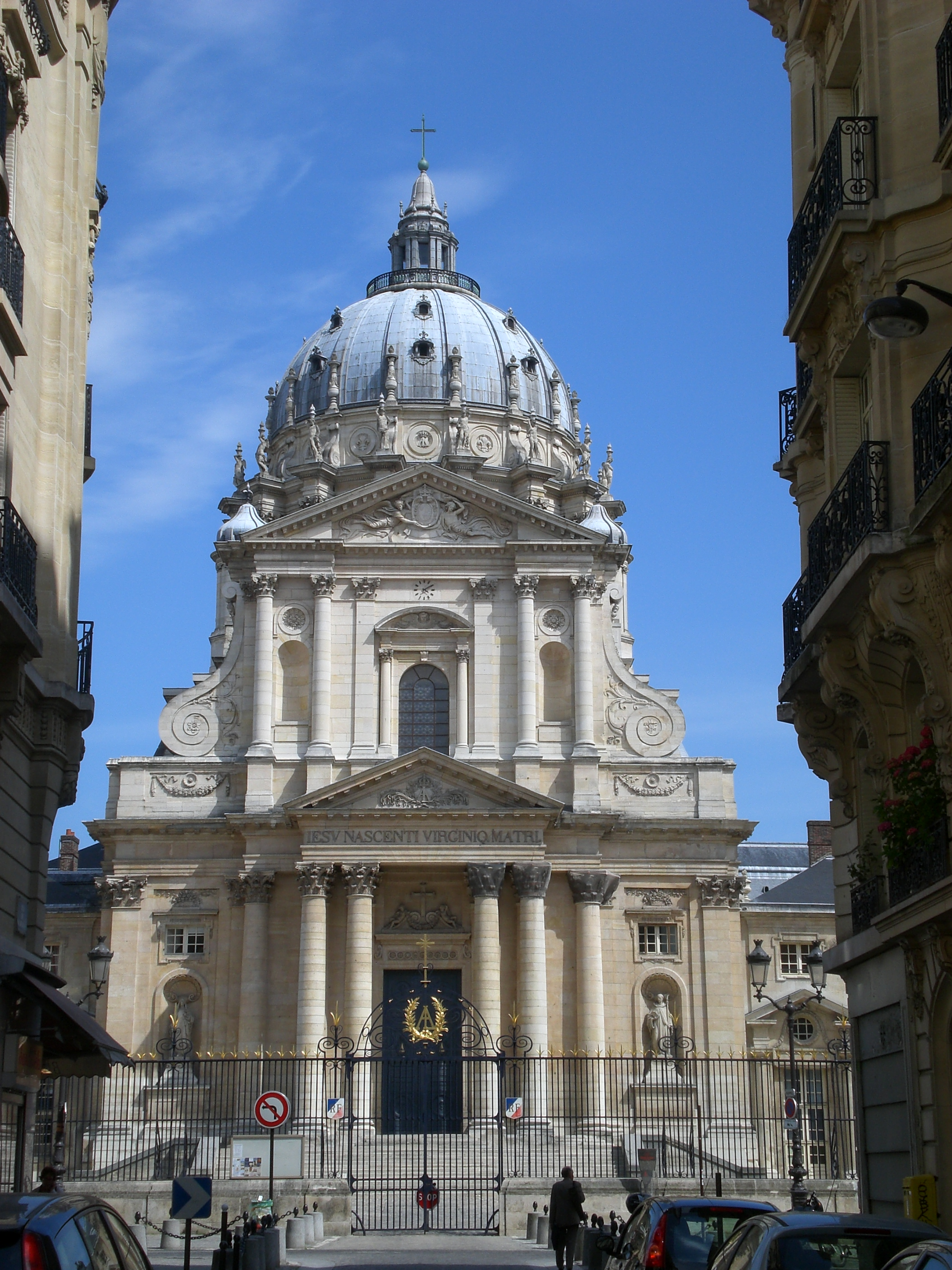
Церковь Валь-де-Грас. 1645–1710. Проект Ж. Ардуэн-Мансара и Ж. Лемерсье
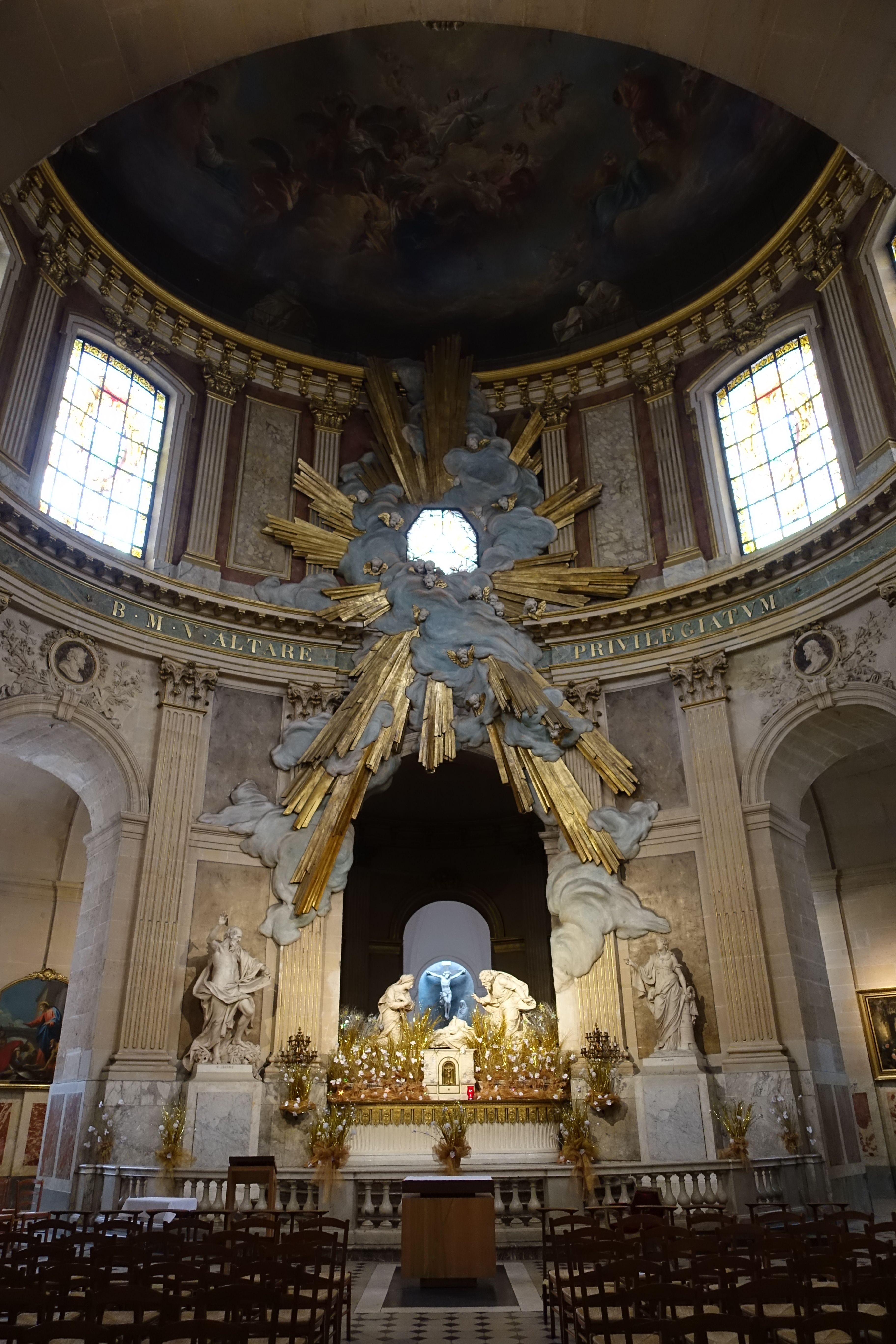
Церковь Святого Роха. Апсида. 1653—1660. Проект Ж. Лемерсье
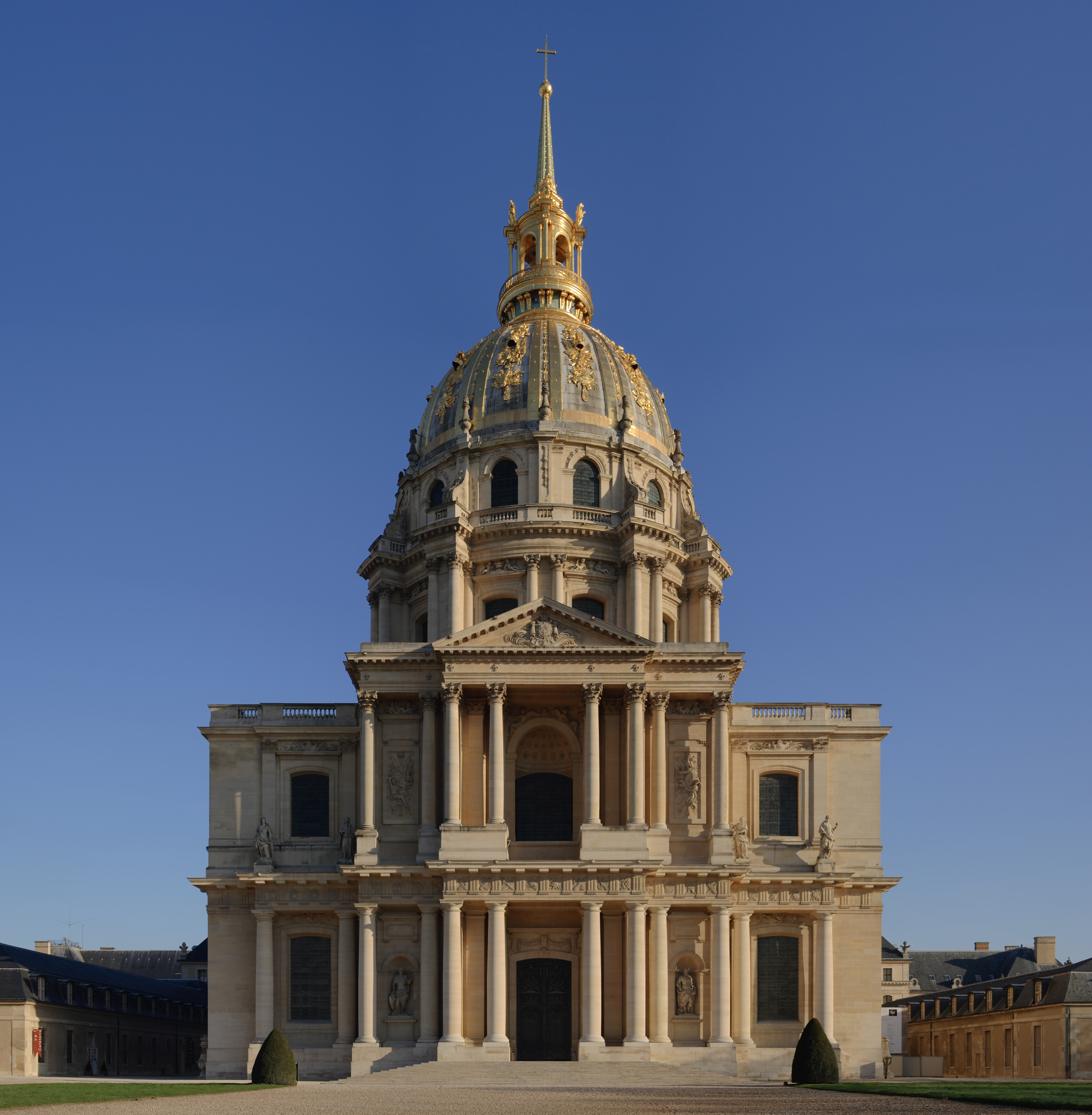
Церковь Дома инвалидов в Париже. 1693–1706. Архитектор Ж. Ардуэн-Мансар
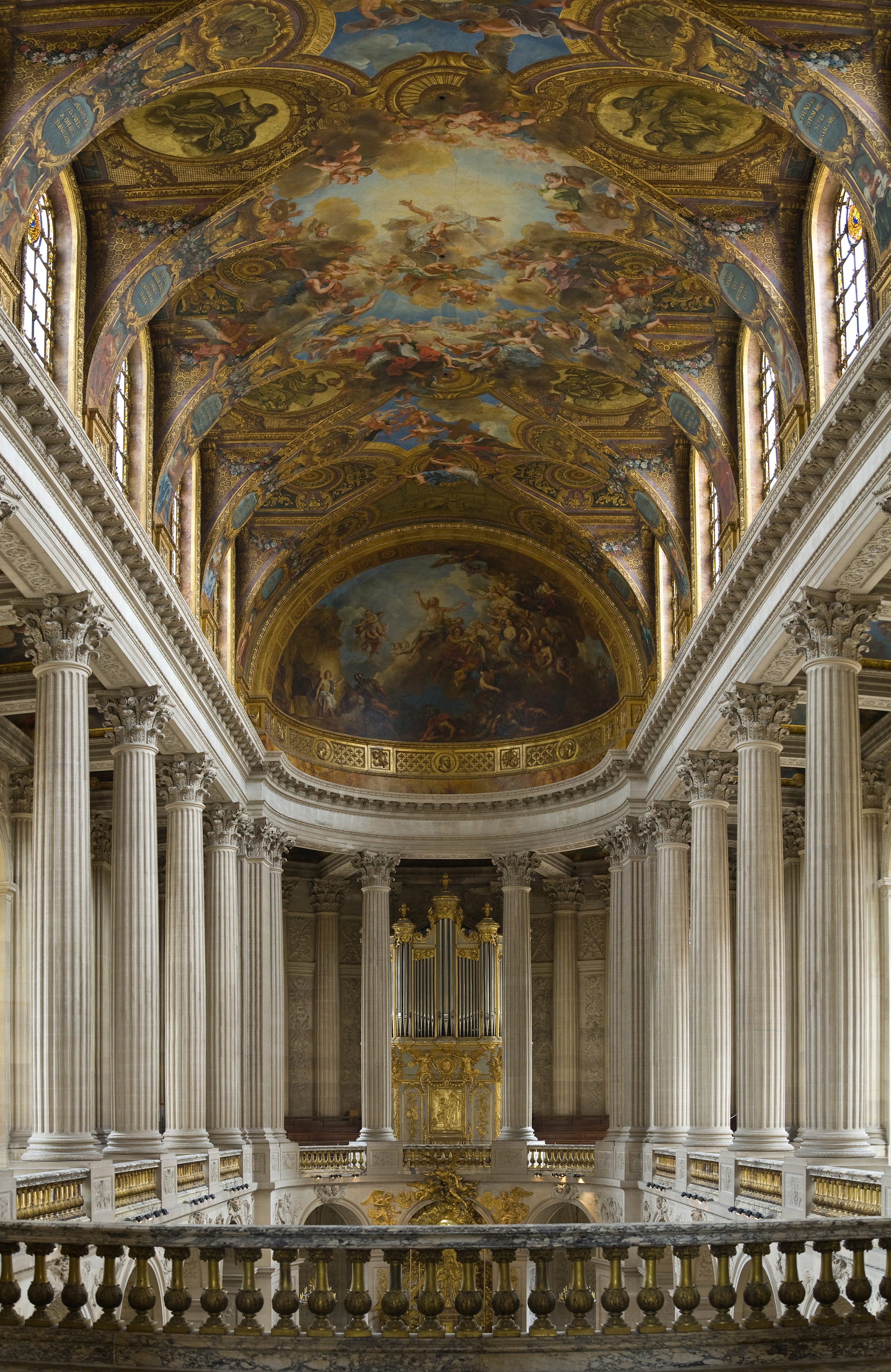
Королевская капелла в Версале. 1689–1708. Интерьер. Архитекторы Ж. Ардуэн-Мансар и Робер де Кот

Выдающимся памятником архитектуры «большого стиля» являются Ворота Сен-Дени, построенные в 1672 году по проекту Франсуа Блонделя по приказу Людовика XIV в честь побед его армии на Рейне. За основу композиции взята однопролётная триумфальная арка древних римлян.
С 1676 года Ф. Блондель разрабатывал Генеральный план Парижа, предусматривавший создание крупных архитектурных ансамблей и перспектив. Первым реализованным проектом стала «Королевская площадь» (позднее площадь Вогезов), строительство которой началось ещё при Генрихе IV, дополненная при Людовике XIV конной статуей короля Людовика XIII. Позднее была перестроена площадь Дофина на острове Сите, дополненная конной статуей Генриха IV .
Следующим крупным проектом стала «Площадь Побед» (фр. Place des Victoires; 1684—1697) — комплекс из семи крупномасштабных зданий, разделённых на три группы сходящимися к овальной площади улицами (проект Ардуэн-Мансара). В центре площади поставили конную статую Людовика XIV работы М. Дежардена (разрушена в 1792 году, во время Французской революции).
Последний градостроительный проект периода правления Людовика XIV — Вандомская площадь, также спроектированная Ардуэн-Мансаром между 1699 и 1702 годами. В целом, все градостроительные проекты этого периода отличались фасадами зданий в стиле Людовика XIV, придававшими площадям торжественный вид.

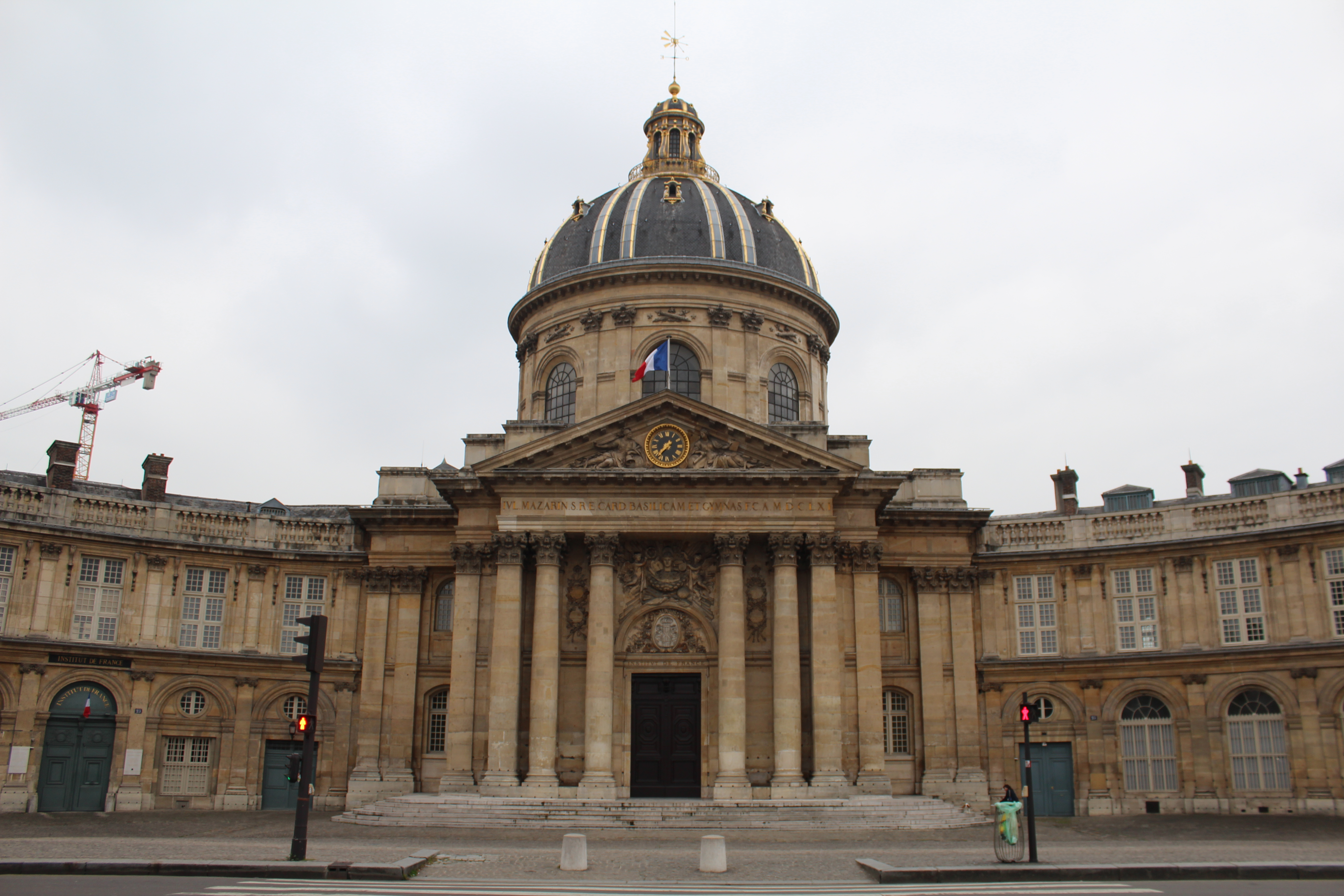
Коллеж Четырёх Наций. 1661—1665. Архитектор Л. Лево
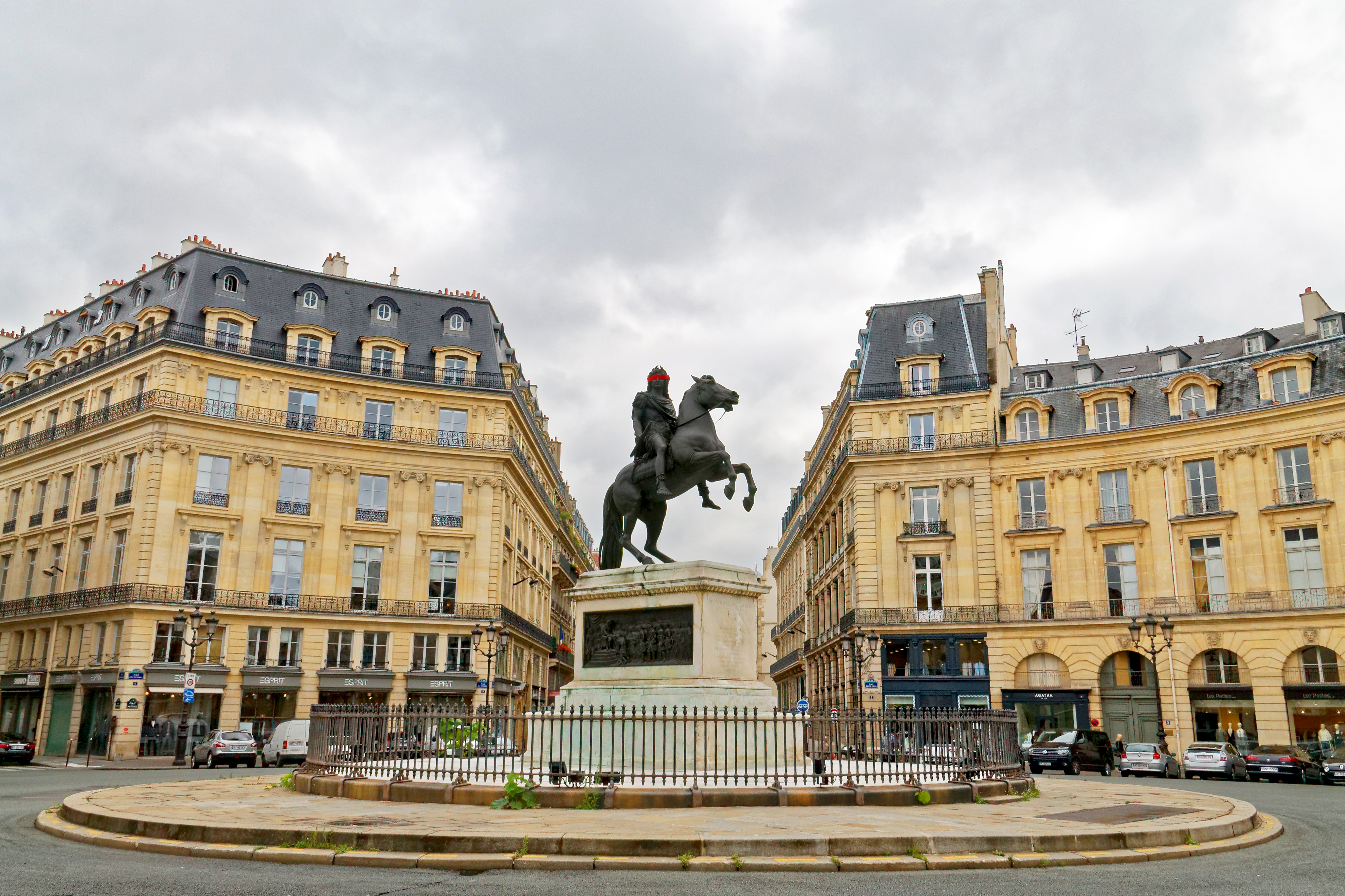
Площадь Побед. 1684—1697. Проект Ж. Ардуэн-Мансара
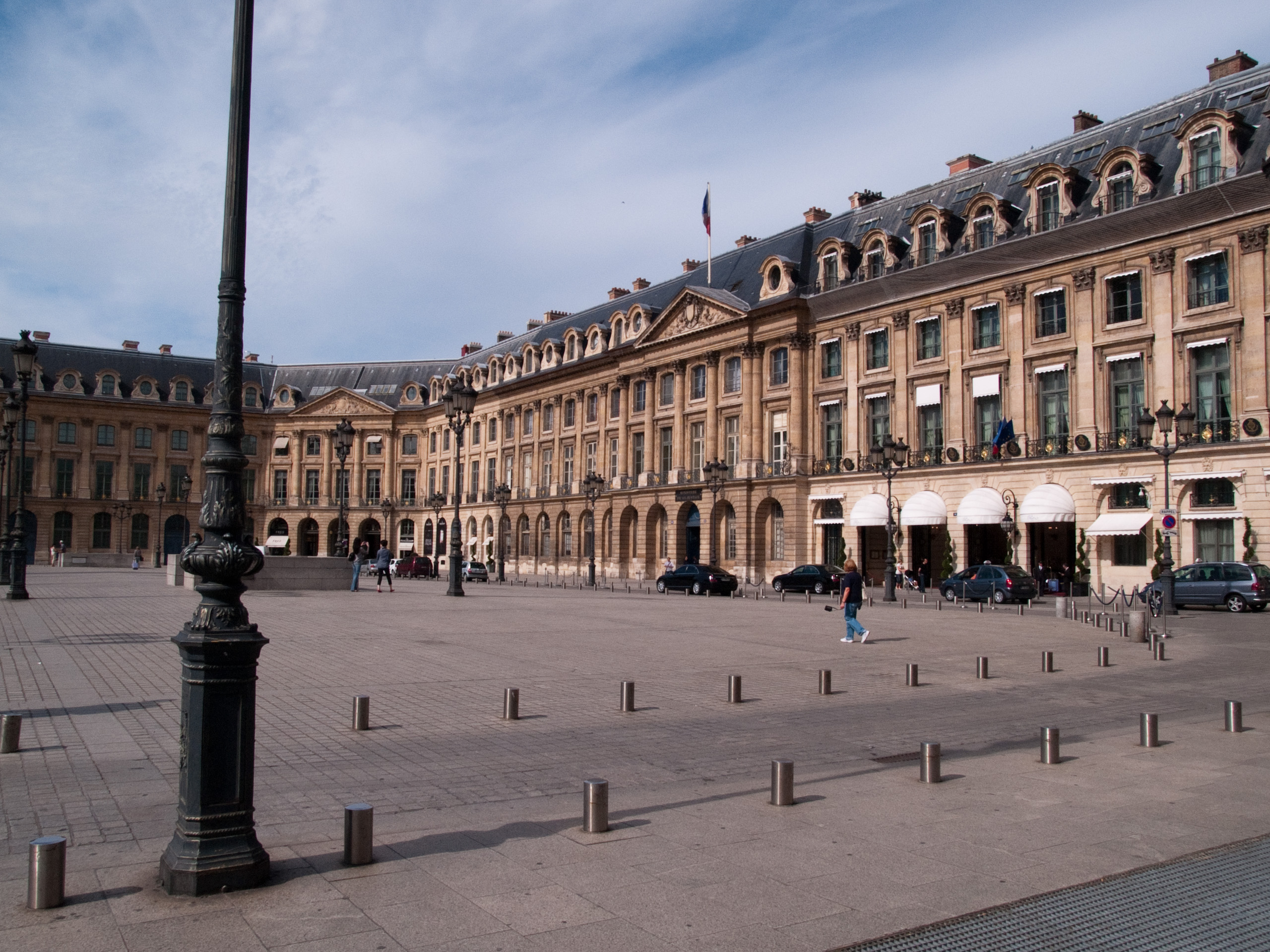
Вандомская площадь (Площадь Людовика Великого). 1699—1702. Проект Ж. Ардуэн-Мансара
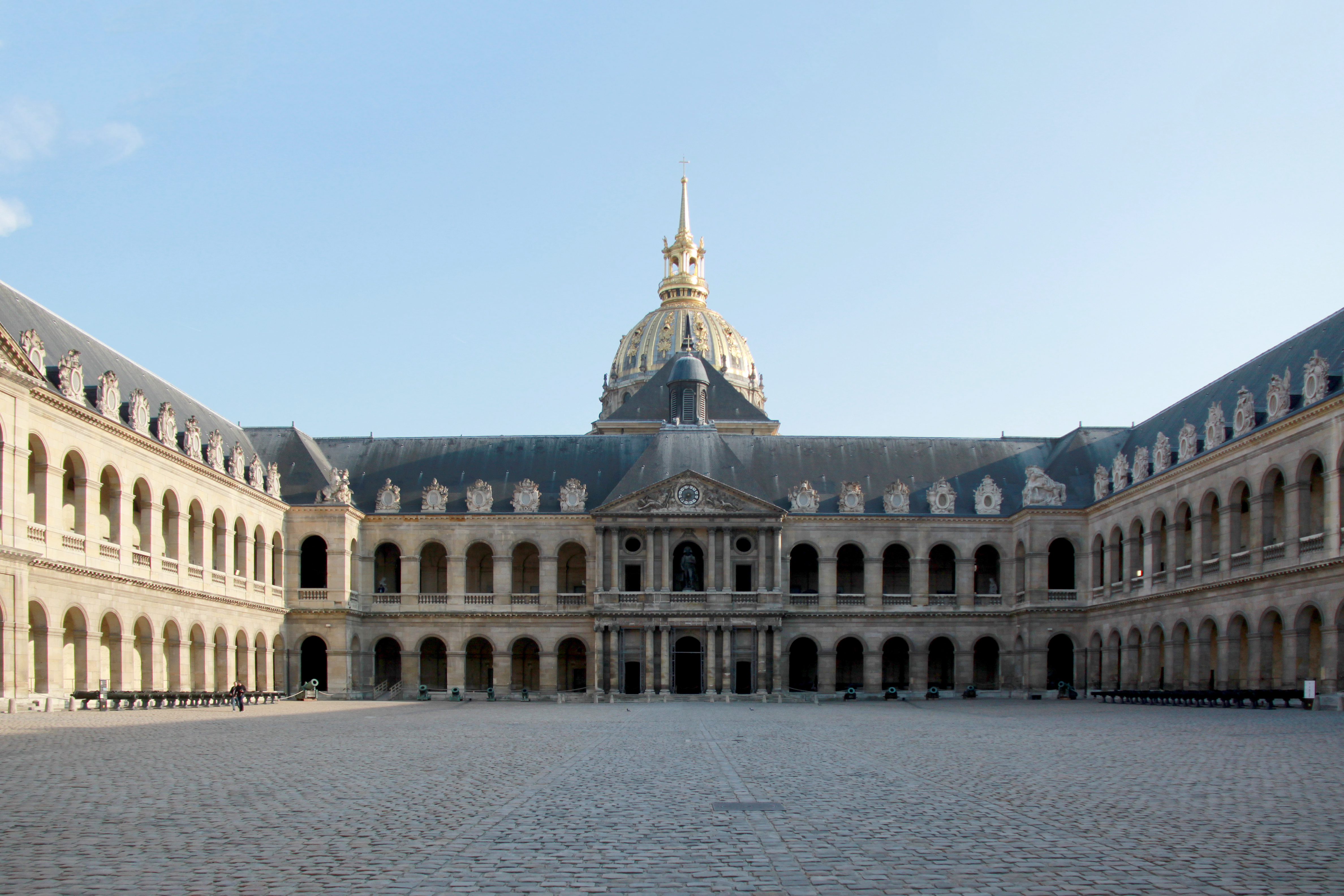
Двор Славы Дома Инвалидов. 1671—1677. Проект Л. Брюана
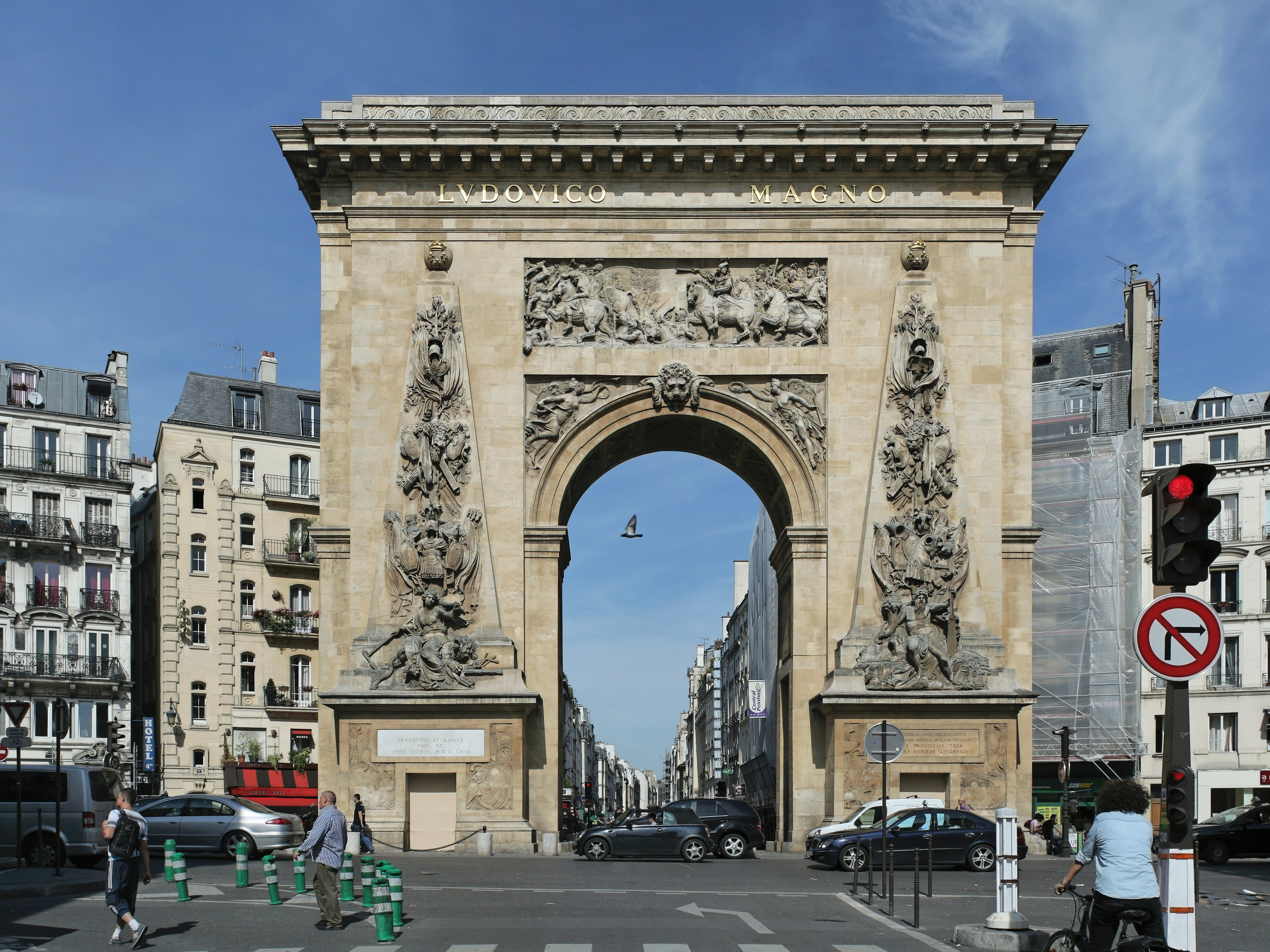
Ворота Сен-Дени. Южный фасад. 1672. Архитектор Ф. Блондель

## Скульптура
На грани стилей барокко и классицизма развивалось творчество французских скульпторов «большого стиля» (фр. Grand Manière) и их последователей, многие из которых начинали работать для парка в Версале: Ф. Жирардона, А. Куазево, П. Пюже, Ж.-Б. Тюби, Ж.-Б. Пигаля. Необычайной барочной экспрессией отличаются скульптура П. Пюже на тему античной истории «Милон Кротонский» (1672—1683, Лувр, Париж), скульптурная группа Ф. Жирардона «Плутон, похищающий Прозерпину» (1678—1699) для Колоннады Ж. Ардуэна-Мансара южного партера версальского парка, фонтан «Энкелад» работы Г. Марси (1675—1677). Однако скульптуры «Грота Аполлона» (Ф. Жирардон, 1664—1672) характерны классической ясностью и уравновешенностью.
Парные скульптурные группы «Кони Марли», или «Укротителей коней», созданы Гийомом Кусту Старшим в последующую эпоху, в 1743—1745 годах, но их экспрессия отражает эстетику «большого стиля» Короля-солнце. Произведения версальских скульпторов и «коней» Кусту оказались весьма успешными и в эпоху романтизма, они предвосхитили одержимость Теодора Жерико, его «Бега свободных лошадей в Риме» (1817). Произведениями Пюже и Кусту восхищались Эжен Делакруа и Виктор Гюго.
Гений итальянского барокко Дж. Л. Бернини во время своего визита в Париж в апреле 1665 года создал мраморный бюст Людовика XIV. По возвращении в Рим, Бернини изваял монументальную конную статую короля Людовика в образе Александра Македонского. Когда же её в 1685 году доставили в Париж (после смерти автора), французский король нашёл её отвратительной и хотел уничтожить. Тогда Ф. Жирардон переделал её в изображение древнеримского героя Марка Курция. Реплики этого произведения в бронзе установили: одну в парадном дворе (курдонёре) Версаля, другую во Дворе Наполеона у входа в Музей Лувра. Ещё одну конную статую короля также выполнил Жирардон в 1692 году. В 1699 году её установили в центре Площади Людовика Великого (позднее: Вандомская площадь) в Париже (статуя была уничтожена во время Французской революции в 1789 году). Ранее, в 1784 году, королевским указом уменьшённая реплика памятника была помещена в Антиквариум Лувра. Она неоднократно воспроизводилась в гравюрах и стала одним из прообразов многих других подобных монументов последующих эпох.

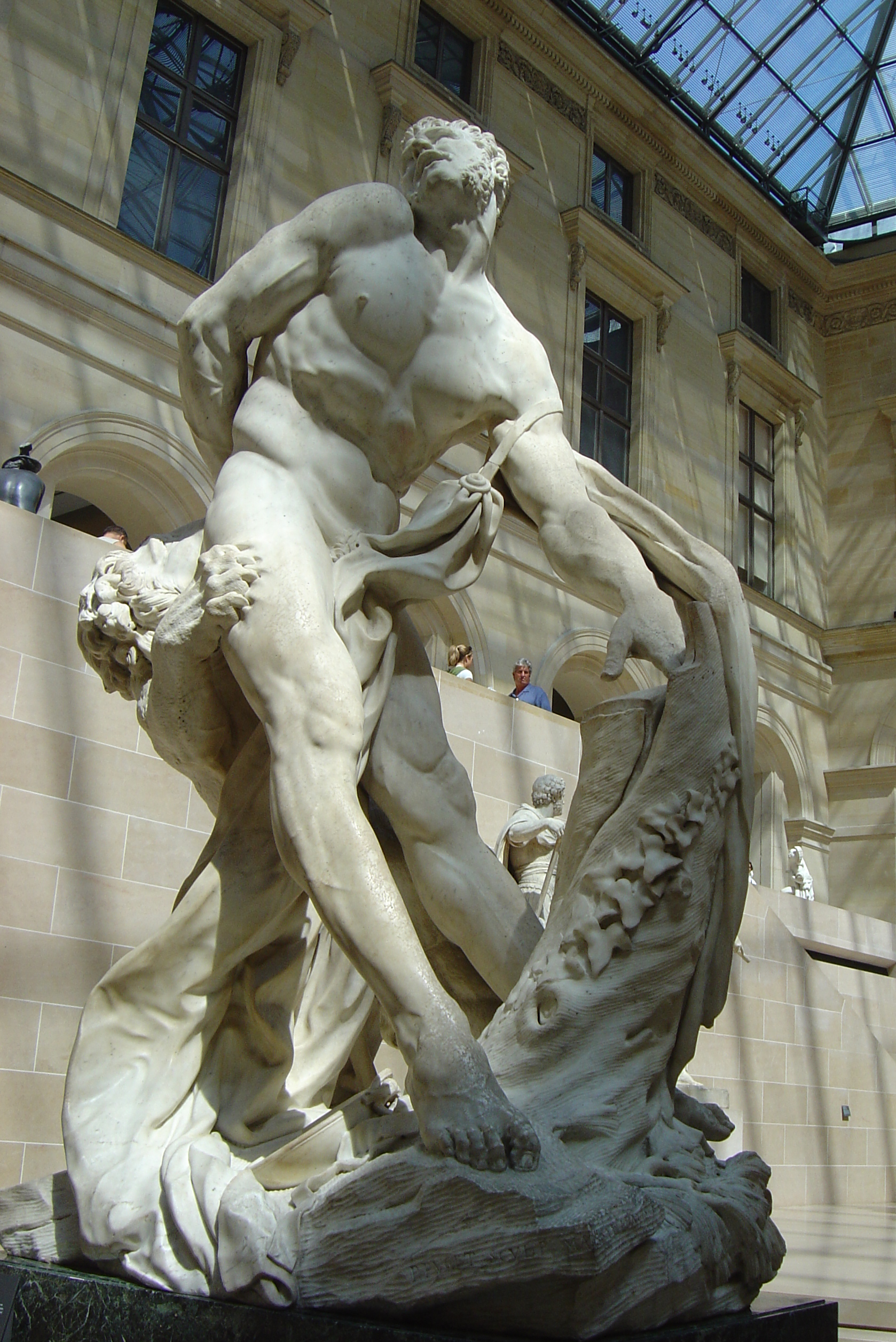
П. Пюже. Милон Кротонский. 1672—1683. Лувр, Париж
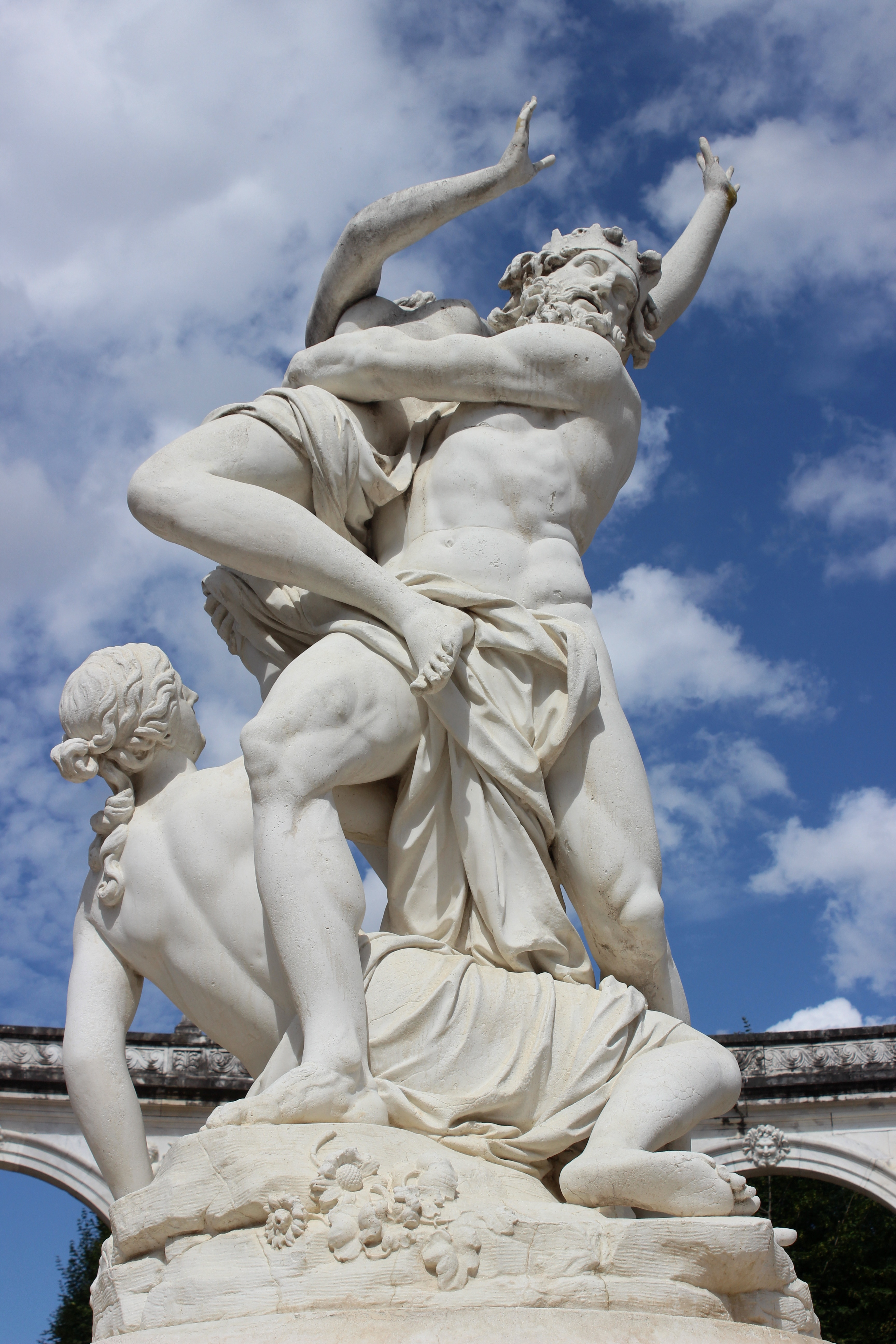
Ф. Жирардон. Плутон, похищающий Прозерпину. 1678—1699. Версальский парк (копия)
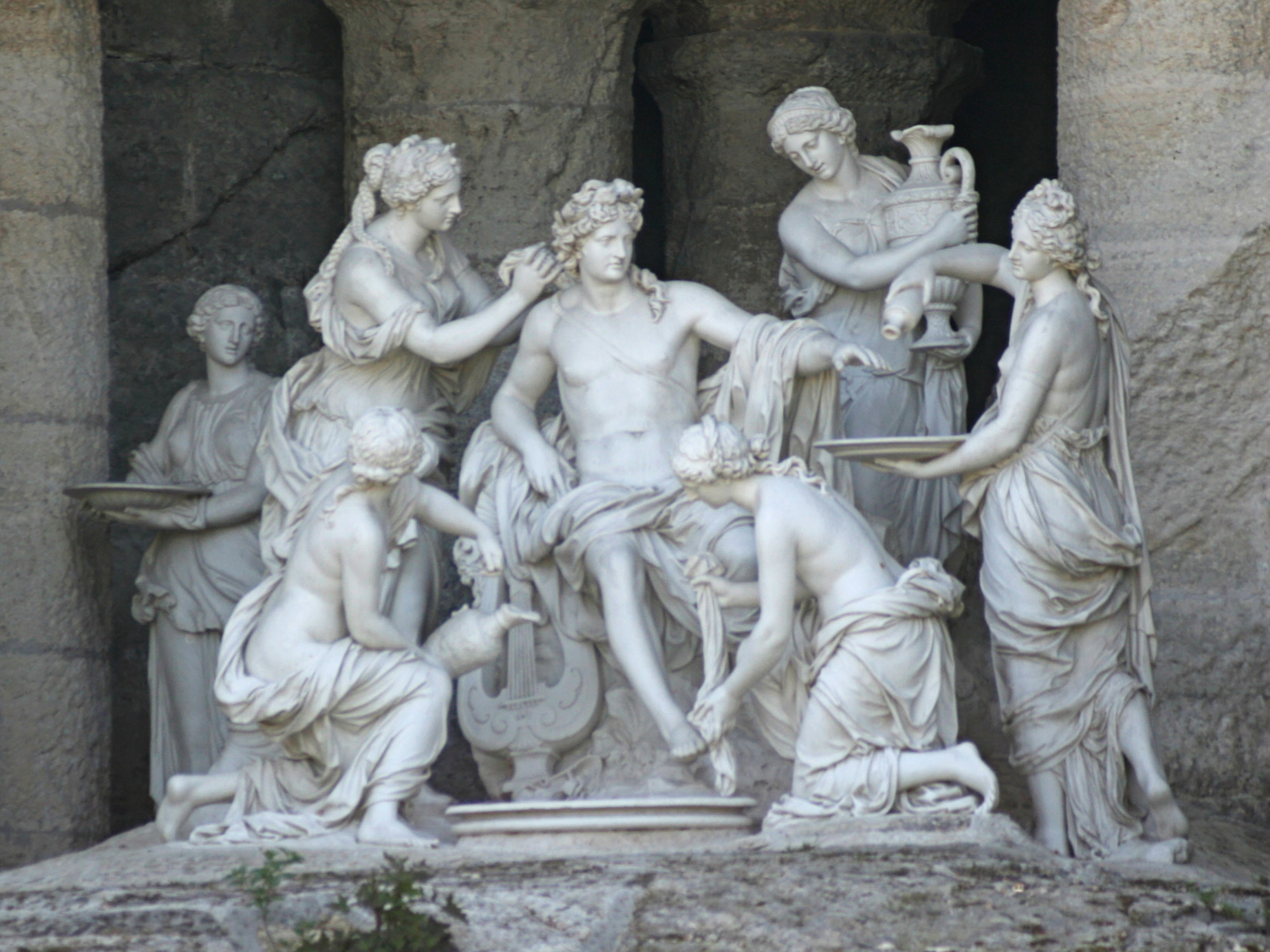
Ф. Жирардон. Грот Аполлона (Аполлон и пять нимф). 1664—1672. Версальский парк (копия)
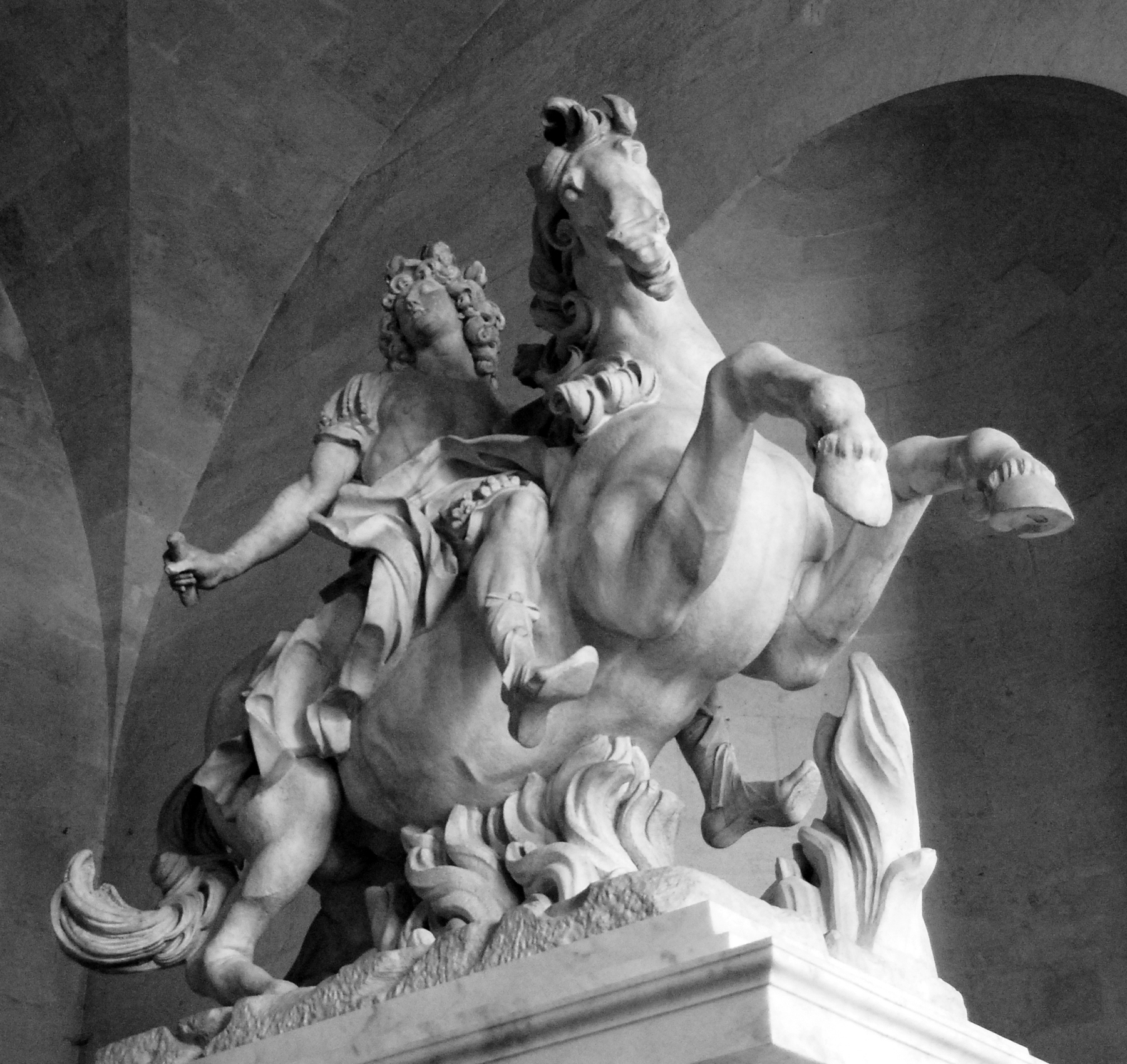
Дж. Л. Бернини — Ф. Жирардон. Конная статуя Людовика XIV в образе Марка Курция. 1687. Версальский дворец
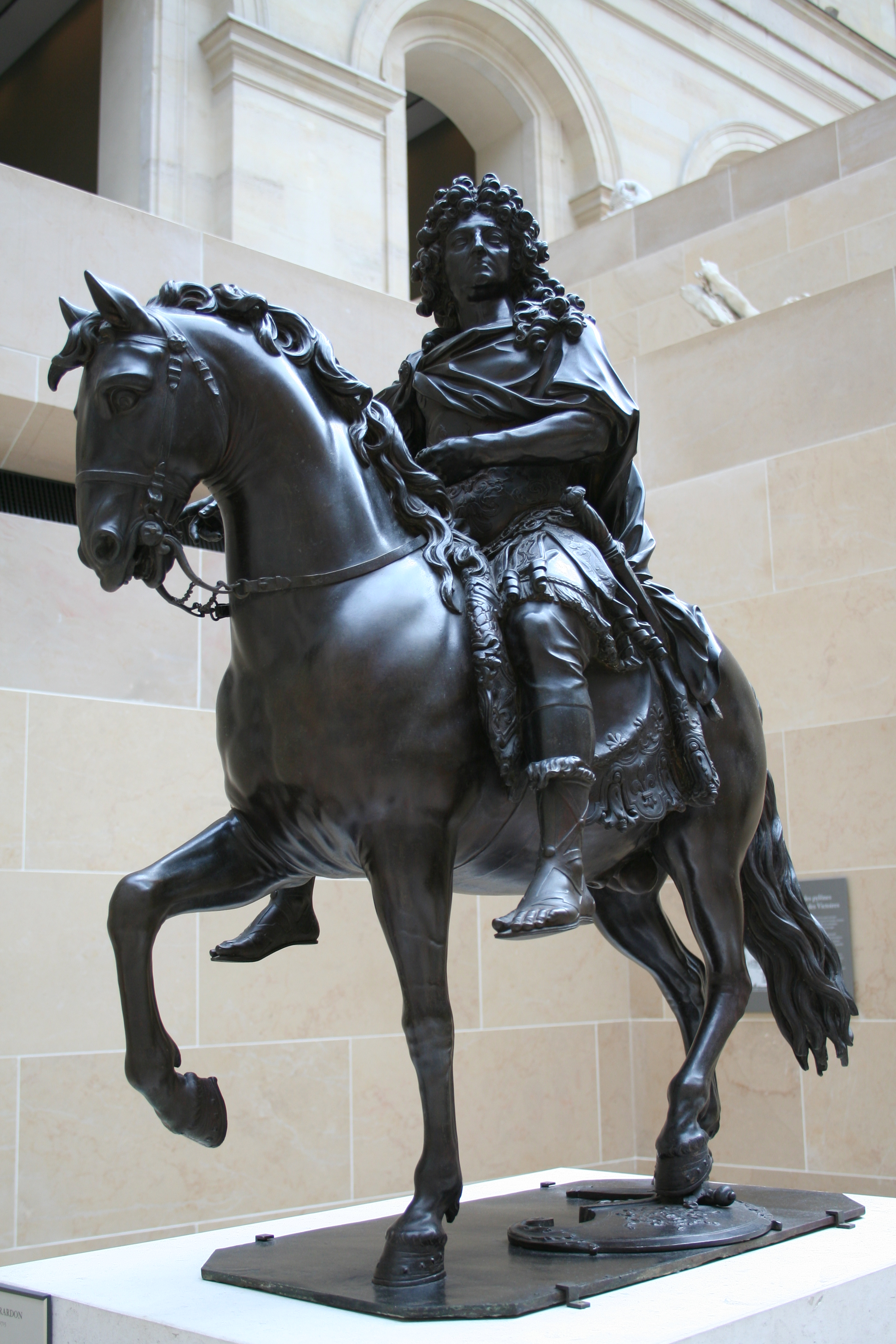
Ф. Жирардон. Конная статуя короля Людовика XIV. 1692 (реплика). Лувр, Париж

## Орнаментальная гравюра и декоративно-прикладное искусство
Важное значение во всех французских «королевских стилях» имела орнаментальная гравюра, она выполняла функцию «носителя» новых идей в области декоративной композиции. Исследователи считают, что именно в эпоху Людовика XIV был создан сам жанр (точнее: разновидность графического искусства) орнаментальной гравюры.
Работая в том жанре, художники не были регламентированы сюжетом и требованиями заказчика, они давали волю фантазии, отрабатывая до совершенства формальные элементы стиля. Главные особенности «большого стиля» действительно наиболее полно выражены не только в архитектуре, но и в композициях Жана Лепотра, Ж.-А. Дюсерсо, Жана Берена Старшего, Даниэля Маро Старшего.
Жан Лепотр сумел создать в рамках большого исторического стиля свой собственный стиль и оригинальную манеру. Декоративные композиции, созданные Лепотром, захватывают необычайной смелостью композиции, фантазией, богатством орнаментальных форм, иногда даже кажущихся слишком пышными и тяжеловесными, перегруженными деталями. Лепотр группировал свои фантазии по темам и издавал в виде сборников офортов. Сброшюрованные «ин-кватро» (в одну четвёртую листа), они распространялись среди художников и любителей искусства. Художник группировал их под условными названиями: «Фонтаны и камины», «Вазы», «Детали мебели», «Плафоны», «Бордюры», «Резные панели и обрамления зеркал», «Ювелирные изделия». Гравюры Лепотра использовали чеканщики, мастера резьбы и росписи по дереву, медальеры, вышивальщики и керамисты.
Лепотр одним из первых стал активно использовать в своих композициях орнамент типа бандельверк — декоративный мотив в виде переплетающихся лент и бантов. Он сочетал его с традиционными акантами, ренессансными раковинами и гирляндами, дополняя невероятными архитектурно-декоративными конструкциями, мифологическими существами и прочими выдумками. В фантастических композициях Лепотра ярко проявились основные черты «большого стиля»: классичность композиционных построений и барочная насыщенность форм. Всего за свою жизнь Жан Лепотр создал более двух тысяч гравюр. Жан Лепотр делал рисунки для Королевской Мануфактуры Гобеленов, выполнял эскизы орнаментального декора для мебельной мастерской Андре Шарля Буля. С 1677 года был членом Королевской Академии архитектуры. Младший брат Жана — Антуан Лепотр — архитектор «большого стиля»..
Альбомы Лепотра в XIX веке на международных аукционах приобретали художественно-промышленные музеи, училища и библиотеки в качестве учебных пособий для мастеров и «учёных рисовальщиков» для промышленности. В частности, восемь альбомов Лепотра были приобретены А. А. Половцовым для Училища технического рисования барона Штиглица в Санкт-Петербурге.
Декоративные композиции рисовальщика, театрального декоратора и гравёра Жана Берена Старшего получили в истории искусства собственное название: беренады. Этот художник сумел создать оригинальный переходный стиль от тяжёлого и помпезного «большого стиля» к стилю французского Регентства начала XVIII века, провозвестника рококо 1730—1740-х годов. Берен не был в Италии, но в его композициях присутствуют итальянские мотивы: ренессансные гротески, маскароны, персонажи итальянского уличного театра Комедия дель арте. Причудливые композиции Берена гравировали и издавали сериями и отдельными листами. В них заметно влияние барочной архитектуры, орнаментики фламандского барокко, но более всего — сооружений версальского парка: фонтанов, аллегорических скульптур, колесниц Гелиоса и масок солнечного бога Аполлона — эмблемы Короля-Солнце. А также: химеры, обезьяны, корзины с цветами и плодами, музыкальные инструменты и античные жертвенники, цветочные гирлянды. Все элементы связаны нитями гирлянд и тонкими бордюрами, составляющими каркас этой воображаемой воздушной архитектуры.
Художник выполнял рисунки для шпалер, декора мебели и фаянса конца XVII — начала XVIII века, оформления дворцовых интерьеров и даже украшения кораблей. Орнаментом «берен» декорировали фаянсовые изделия Руана и Мустье. В декорациях Жана Берена давали придворные празднества и театральные представления на подмостках Версальского парка, в том числе постановки опер Ж.-Б. Люлли (опера «Амадис» 1684, балет «Триумфальная арка» 1681) и комедии Мольера. Художник имел почётное звание «рисовальщика короля».
В целом, несмотря на цитаты, стиль беренад необычен и уникален. Его характеризуют лёгкость, утончённость, музыкальность. Несомненно, что часть этих композиций была реализована в театральных постановках, в частности декорациях и костюмах к постановкам и многих других. Отсюда причисление творчества Берена к так называемому «версальскому стилю». Утраченные позднее театральные декорации и костюмы оставили свой след в орнаментальных гравюрах.
Жана Берена Старшего называли «оракулом вкуса своей эпохи». Его композиции повторяли и варьировали другие художники, в том числе за пределами Франции. Изданные им сборники гравированных рисунков сыграли большую роль в сложении декоративного искусства XVIII столетия. Его гротески интерпретировали в своих декоративных росписях живописцы Клод Жилло и Антуан Ватто. В 1711 году в Париже издано полное собрание композиций Жана Берена в 3-х книгах (L'Œuvre de J. Berain, Ornements inventés par J. Berain and Œuvres de J. Berain contenant des ornements d’architecture).
Индивидуальный стиль выдающегося мастера-мебельщика Андре Шарля Буля вошёл в историю искусства под его именем: «стиль буль». Он также идеально отражает основные черты «большого стиля», соединяющего элементы классицизма и барокко. Изделия мастерской А.-Ш. Буля характеризуют строгость и монументальность в сочетании с пышностью и нарядностью, тектоничность формы с изысканностью декора различного цвета и фактуры. Красное, экзотические розовое и чёрное дерево Буль соединял с массивными литыми деталями из позолоченной бронзы. Пышно оформленные интерьеры «большого стиля», прежде всего Версаля, требовали именно такой мебели: другая потерялась бы на фоне насыщенных декором стен разноцветного мрамора, мозаик, зеркал и монументальных вызолоченных торшеров и канделябров. Если ранее придворные мебельщики назывались «столярами-мелочёвщиками» (menuisier), то Буль первым в 1762 году удостоился почётного звания королевского эбениста (ébéniste du Roi) — «чернодеревщика» (от греч. ebenos — чёрное дерево), то есть мастера высокого класса, работающего с самыми дорогими материалами.
Буль заменил рельефную резьбу декором, технику которого он придумал сам, опираясь на традиции итальянских мастеров XIV—XV веков. Она представляла собой не простую инкрустацию, а углублённую интарсию — врезание одного материала в толщу другого. Мастер складывал в один «пакет» эффектно контрастирующие по цвету и фактуре материалы: красную медь, жёлтую латунь, серебро или матовое олово, тёмно-вишнёвый с разводами панцирь черепахи, слоновую кость и сияющий перламутр. Затем он выпиливал по заранее приготовленным шаблонам рисунок, применяя инверсию: он менял местами «первую фигуру» (première partie) и фон (contrapartie) одного и того же рисунка, чередуя светлые и тёмные тона. Ранние изделия Буля ещё несовершенны, швы интарсии заполнены мастикой, зато в последующих, применяя «пакеты», Буль достиг абсолютной слитности фона и рисунка.
Вначале Буль использовал орнаментальные композиции Жана Берена, Даниэля и Жана Маро. Затем стал работать по собственным рисункам. Из Фландрии Буль заимствовал идею использования чёрного дерева, а у голландского мастера Яна ван Мекерена — мотивы цветочных букетов. Интарсию Буль дополнял гравировкой с чернью (ниелло). Для скульптурных деталей в мастерской Буля использовали мотивы кариатид, волют, пальметт. Все модели он рисовал и лепил сам. В центре — обязательный маскарон с ликом солнечного бога Аполлона и расходящимися от него веточками-лучами — эмблема Короля-Солнце.

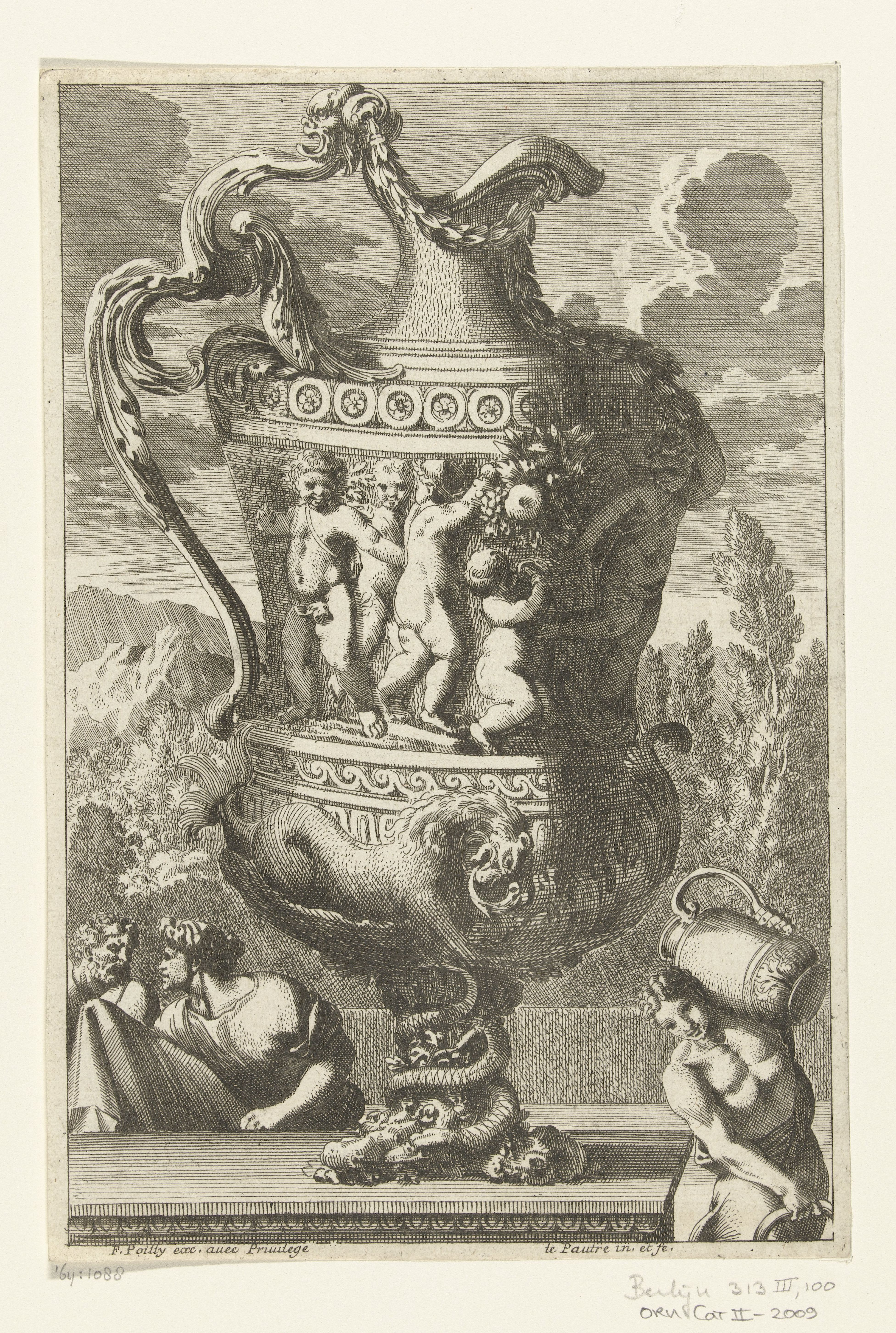
Ж. Лепотр. Офорт из серии «Вазы». Около 1670 г.
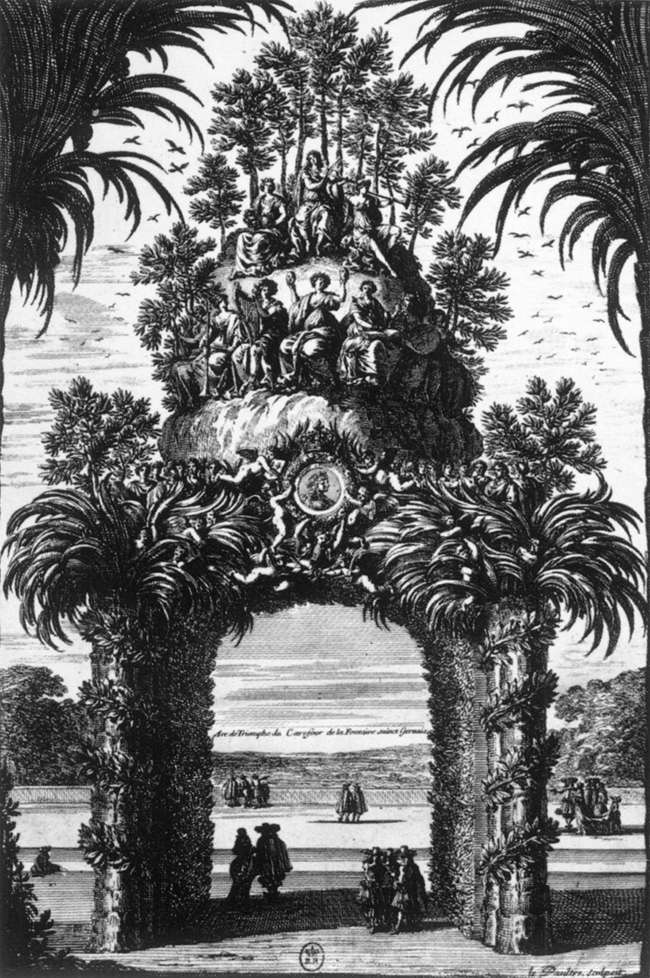
Ж. Лепотр. Церемониальные ворота для въезда Людовика XIV и Марии-Терезии в Париж в 1660 году
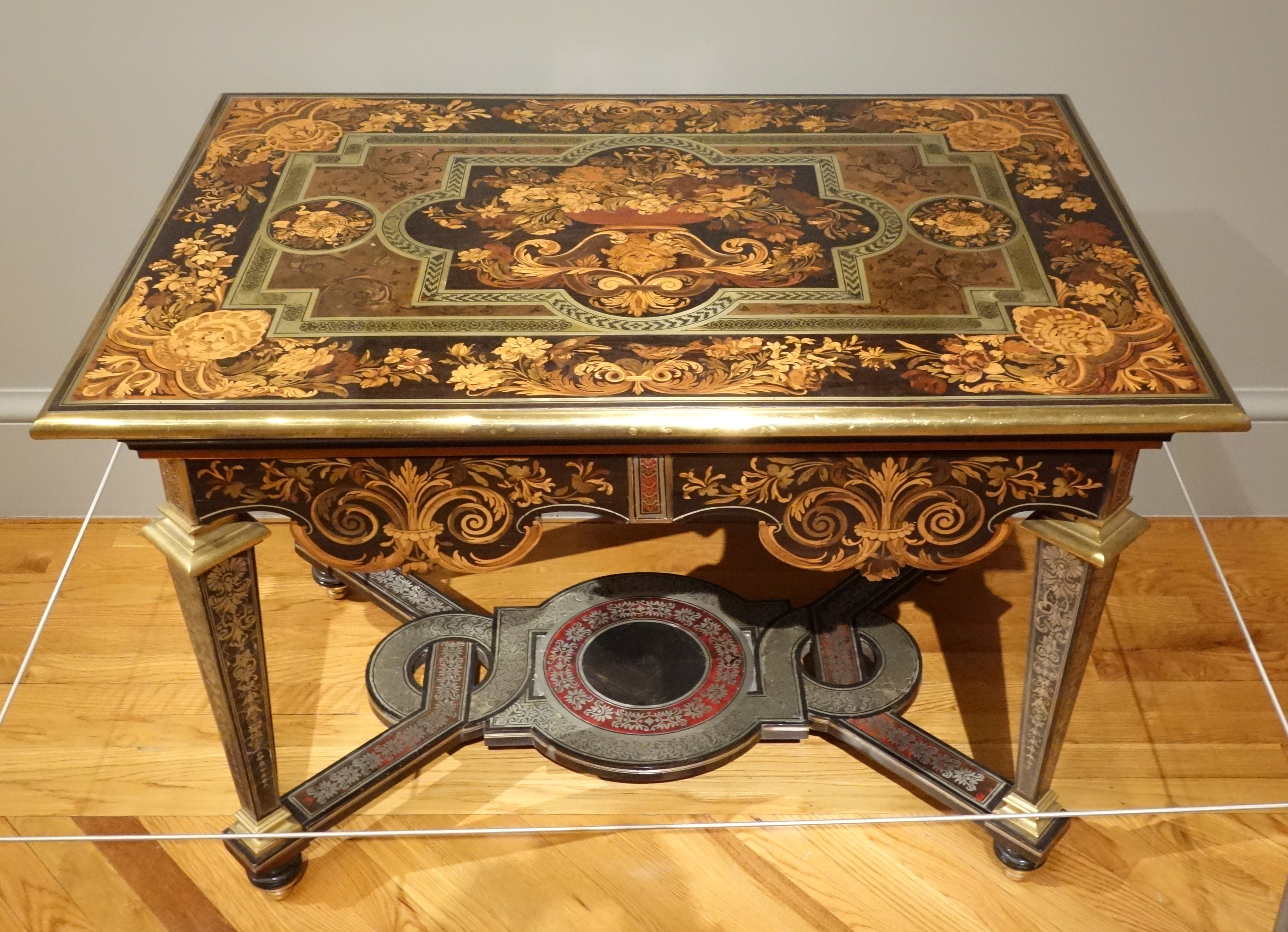
Стол работы А-Ш. Буля. Ок. 1670—1680
Шкафчик мастерской А.-Ш. Буля. 1680—1700
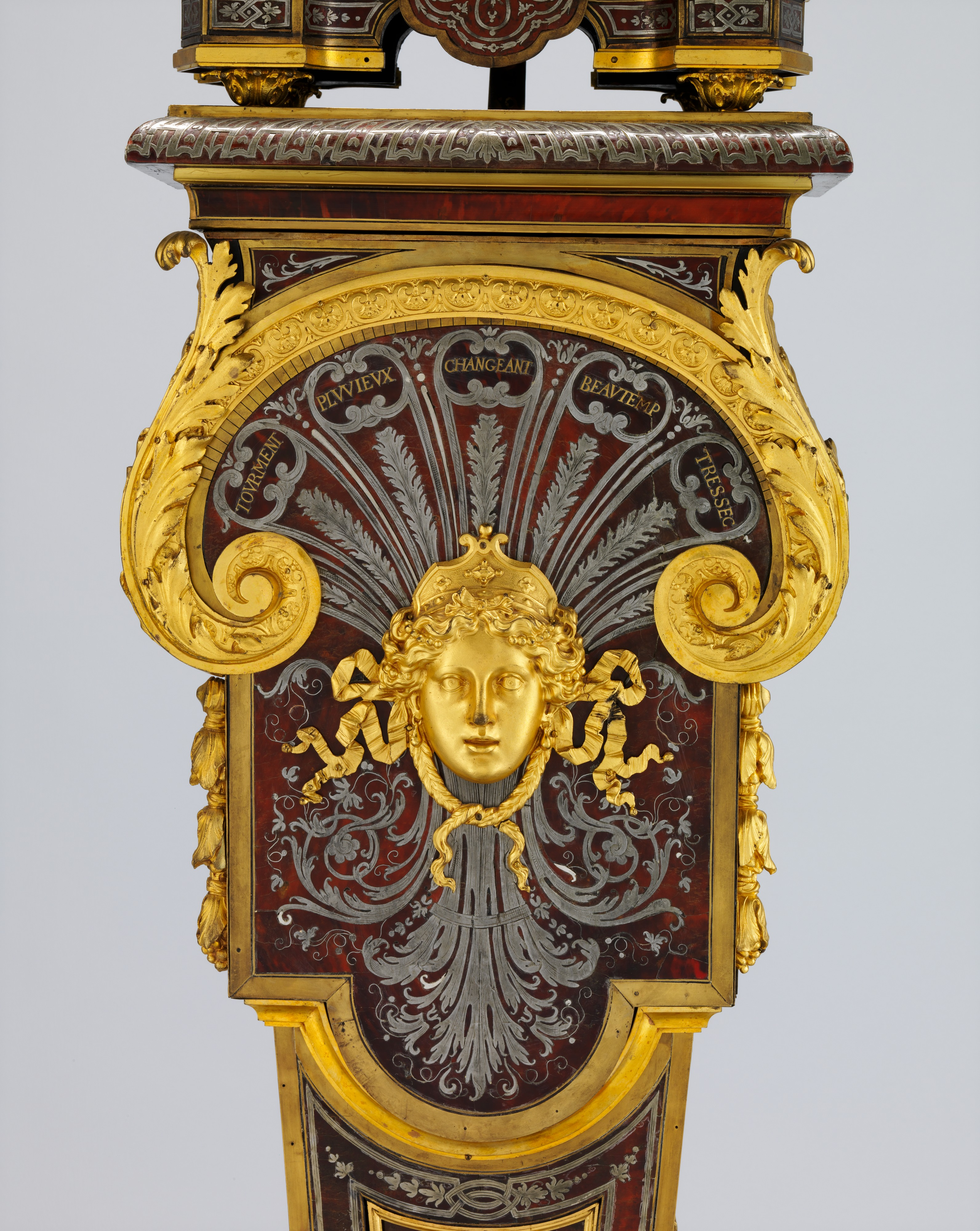
Часы на пьедестале. Мастерская А.-Ш. Буля. Ок. 1690
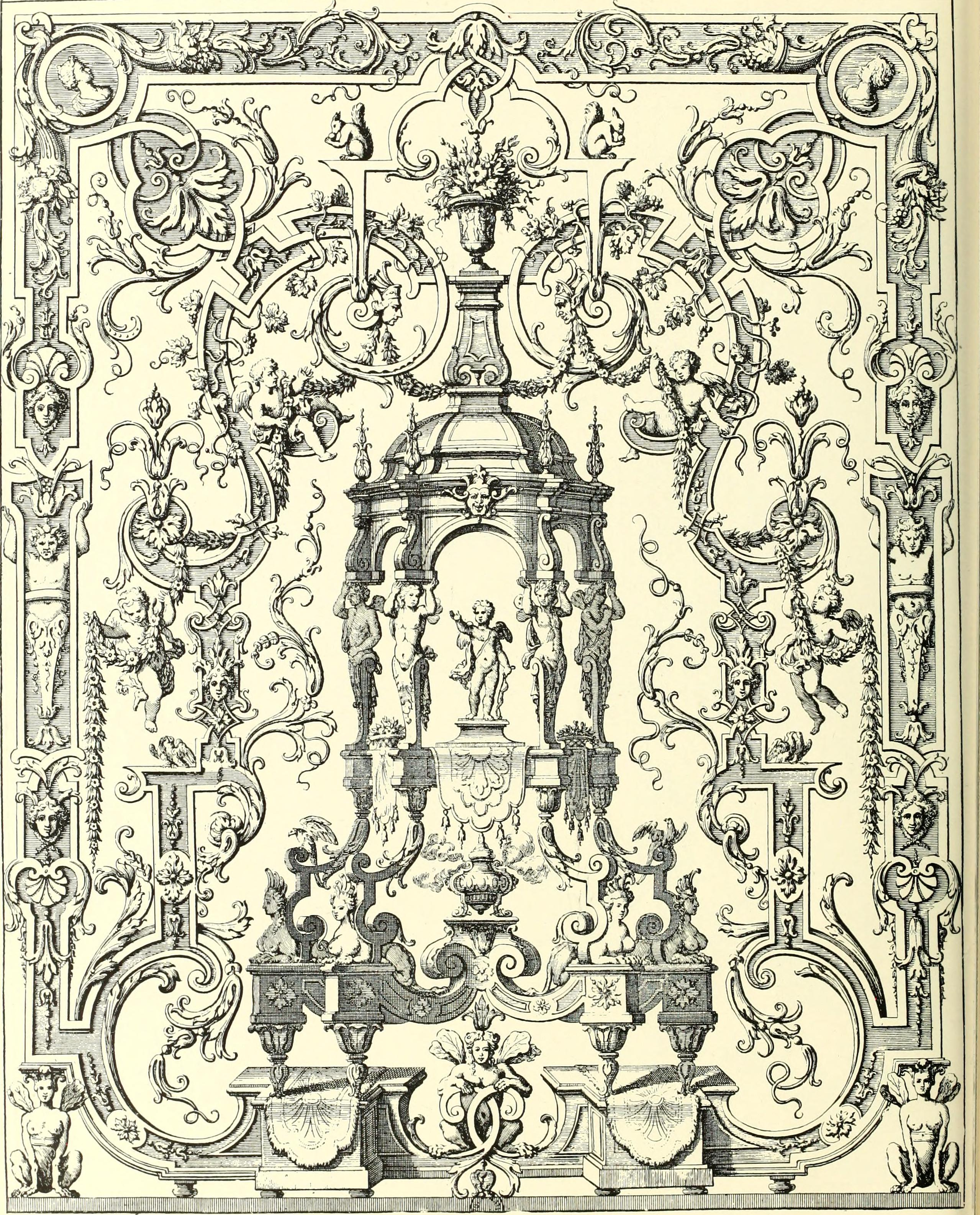
Ж. Берен. Орнаментальная композиция. 1680-е гг.
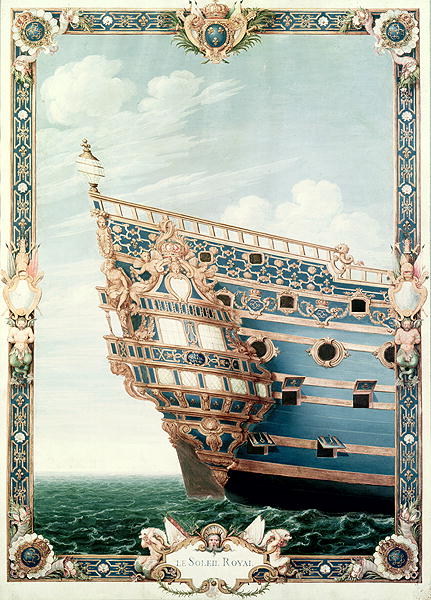
Ж. Берен. Декор корабля «Королевское солнце»
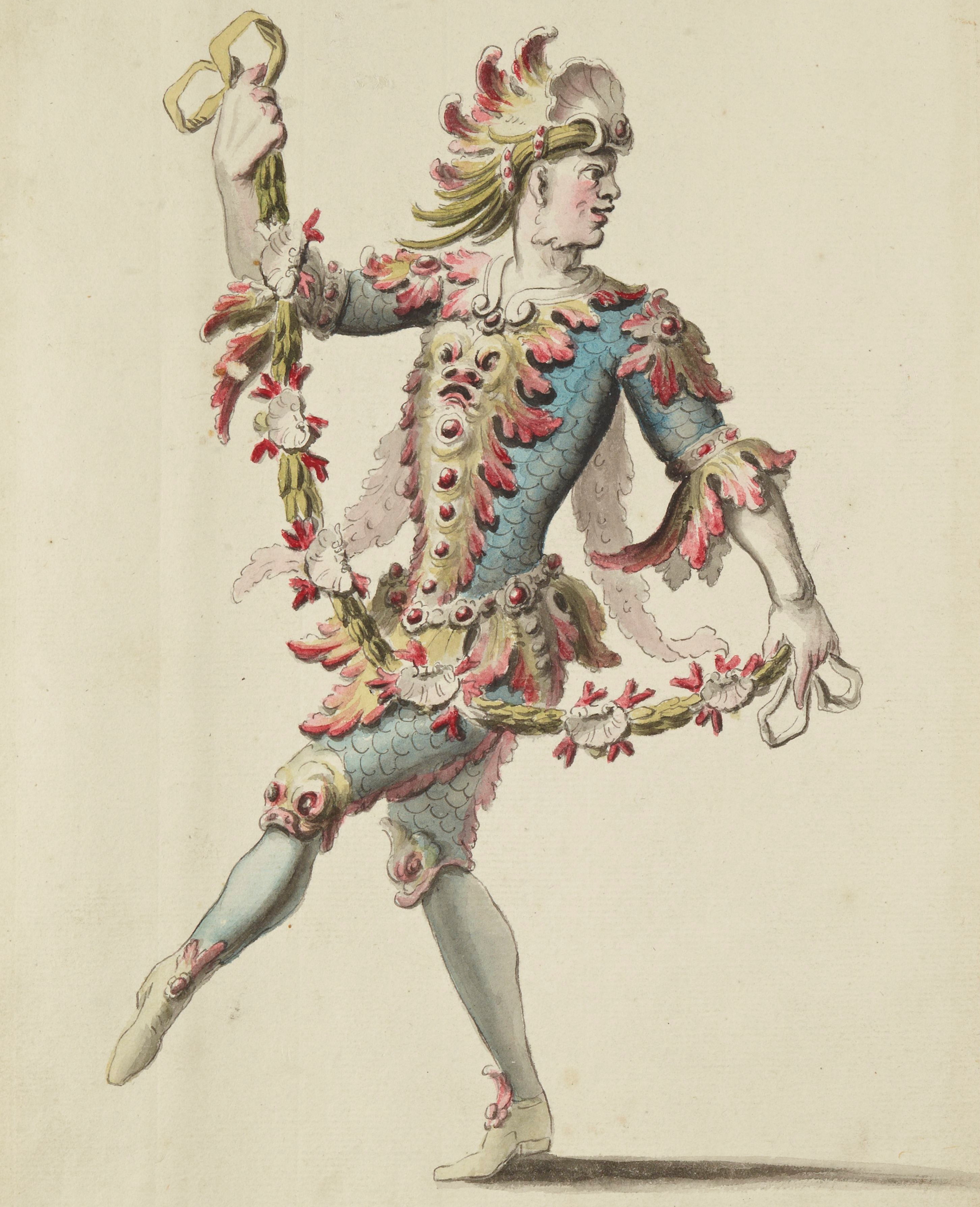
Ж. Берен. Эскиз костюма танцующего морского бога к опере Жан-Батиста Люлли «Фаэтон». 1683
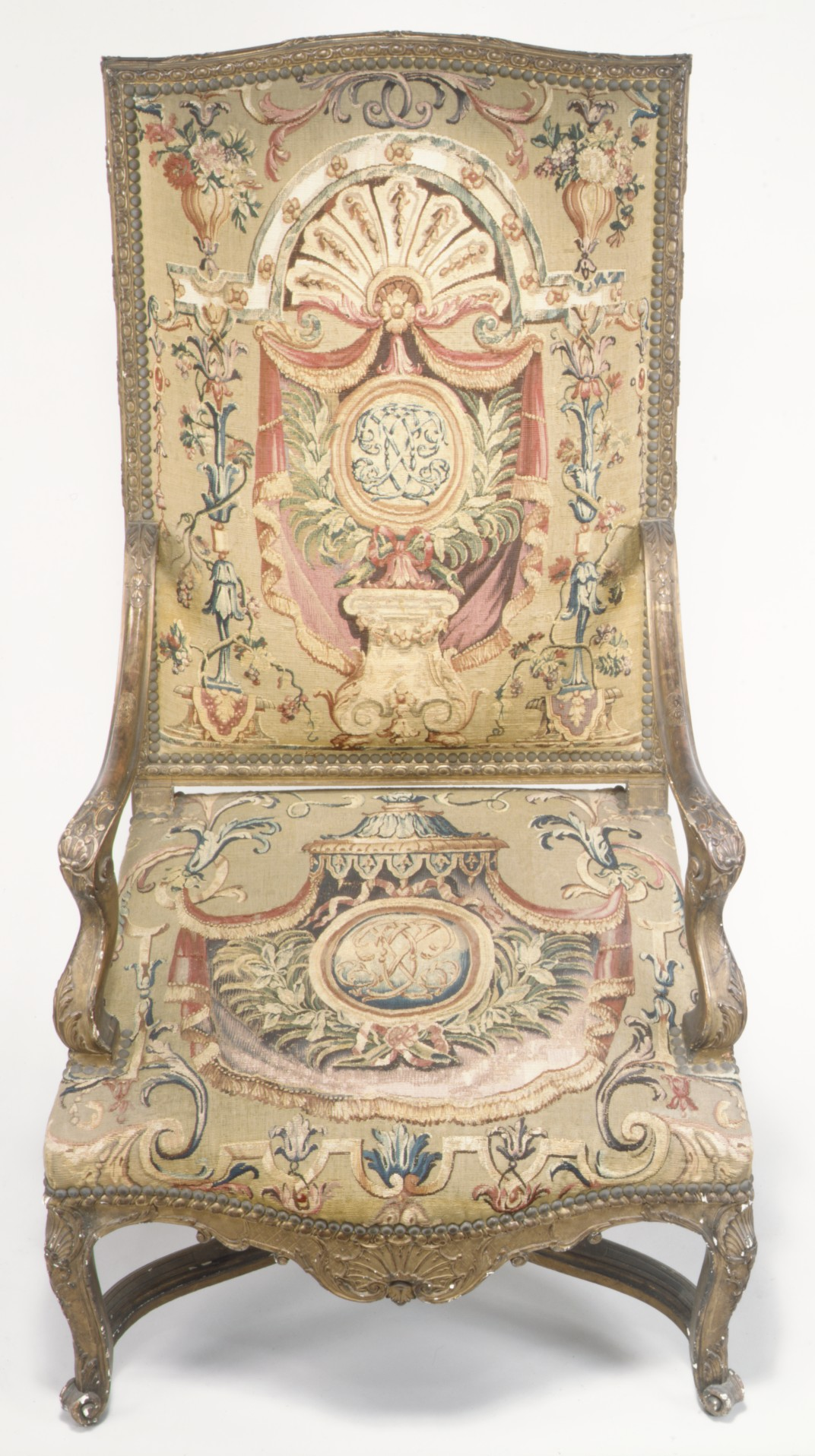
Кресло. Обивка мануфактуры Бове по рисунку Ж. Берена. 1690-е гг.

В 1662 году по распоряжению министра финансов Жан-Батиста Кольбера от имени самого Людовика XIV была организована «Мануфактура королевской меблировки», более известное название: Мануфактура Гобеленов, в которой стали производить не только ковры, но также мебель, мозаику, изделия из бронзы: светильники и детали мебели, под общим руководством первого живописца короля Шарля Лебрена. С 1664 года действовала мануфактура Бове, с 1665 — мануфактура Обюссон, а также основанная в предыдущую эпоху мануфактура Савоннери. Деятельность королевских мануфактур способствовала развитию искусства оформления интерьеров.

## Коллекции и меценаты
В эти же годы осуществлялся грандиозный замысел короля: изготовить гравюры со всех значительных произведений искусства, созданных во Франции в годы его правления и находящихся в королевских собраниях. Такую художественную энциклопедию создавали с 1663 года и выпускали последовательно в альбомах гравюр на меди ин-фолио («в лист», большого формата) с 1677 по 1683 год. В гравюрах воспроизведены картины, скульптуры, шпалеры из королевских собраний, виды королевских дворцов и замков, а также коллекций медалей, монет, античных камей из частных собраний герцога Филиппа Орлеанского (La collection de la maison d’Orléans), других коллекционеров и меценатов. Эти альбомы переиздавали, позднее, в период Регентства, в 1727—1734 годах под названием «Королевский кабинет» (Cabinet Royal). Похожую серию создавали в 1729—1742 годах под руководством Пьера Кроза. Инициативы короля способствовали формированию художественной коллекции, позднее положенной в основание музея Лувра. Король приобретал произведения французских и итальянских художников. К концу жизни Людовика XIV «Королевский кабинет» насчитывал свыше двух тысяч картин. Король приобрёл часть коллекции кардинала Мазарини, а также художественную коллекцию английского короля Карла I (включающую собрание мантуанских герцогов Гонзага), продававшуюся по решению парламента после казни короля Кромвелем.
Король-Солнце тратил огромные средства на войны, архитектурные проекты и коллекционирование произведений искусства. К концу его царствования государство стало испытывать значительные финансовые затруднения. В 1689 году король издал печально известный «Указ против роскоши» о переплавке всех золотых и серебряных изделий на монеты. Солдаты ходили по домам парижской знати и безжалостно забирали всё, что не удалось спрятать. Погибло огромное количество бесценных произведений искусства лучших французских художников: столовых сервизов из золота и серебра, ювелирных изделий. Но денег королю всё равно не хватило, и указ был повторен в 1700 году. «Указы против роскоши» имели разнообразные последствия. Они способствовали росту во Франции фаянсового производств: утраченную серебряную посуду заменяла фаянсовая, производства фабрик в Руане и Мустье. Многие изделия, погибшие во Франции, сохранились в качестве дипломатических даров в музеях других стран, в частности, в собрании Уоллеса в Лондоне, в Оружейной палате в Москве и в Санкт-Петербургском Эрмитаже.
В 1685 году под влиянием католички маркизы де Ментенон король решился на отмену Нантского эдикта о свободе вероисповедания. С его отменой значительная часть художников-декораторов, мастеров-ювелиров, чеканщиков, эмальеров, керамистов, ткачей, бывших протестантами, была вынуждена эмигрировать. Они переселились в Голландию, Англию, Данию, Россию, Швейцарию, Пруссию, обеспечив интенсивное развитие искусства этих стран. Художественные ремёсла и торговля во Франции пришли в упадок. К концу XVII века «большой стиль» исчерпал свои возможности и в 1715 году после смерти короля сменился камерным стилем Регентства.